# Casa de la Ciutat (Barcelona)
La Casa de la Ciutat és un edifici seu de l'Ajuntament de Barcelona, catalogat com a bé cultural d'interès local. Al carrer de la Ciutat hi ha la façana gòtica, obra d'Arnau Bargués (1399) i que era la principal fins a la construcció de la façana neoclàssica de la plaça de Sant Jaume, obra de Josep Mas i Vila (1847). El pati interior, també d'estil gòtic però amb traces renaixentistes, data de l'any 1391, i s'hi exposen diverses escultures d'autors com Josep Llimona, Joan Miró o Josep Clarà.

## Història i descripció

### El Consell de Cent
L'any 1249 el rei Jaume I va nomenar quatre pahers per atorgar alguna autonomia a la governació de la ciutat. L'any 1257, va nomenar vuit consellers a qui va donar poder per triar homes per al Consell, uns cent assessors (variaven segons els anys), que van establir el Consell de Cent Jurats en un privilegi de l'any 1265. A poc a poc la forma d'elecció anirà canviant fins que es va arribar a l'elecció l'any 1498, per la insaculació o sorteig dels noms dels consellers que s'extreien d'una borsa; (d'aquí li ve el nom d'insaculació). Fou reforçat per altre de l'any 1274 per un període de deu anys, en complir-se aquest, el seu fill Pere II va aprovar l'11 de gener de 1284 el privilegi a perpetuïtat, anomenat Recognoverunt proceres, recollits en 116 capítols. Els autors haurien estat els representants de les corts de Barcelona de l'any anterior (1283): Jaume Gran, Guillem Durfort, Marimon de Plegamans i Bernat Guerges, i que es tractava d'una compilació de normes sobre el govern de la ciutat, impostos, llibertat de comerç, els límits dels oficials reials en la ciutat, etc. i que va romandre fins al Decret de Nova Planta de Felip V (1716), pel qual s'abolien totes les institucions històriques de Catalunya.
A l'origen les reunions d'aquests consellers tenien lloc a les escales de l'entrada del Palau Reial Major que feien d'hemicicle, per falta d'espai van passar al Convent de Santa Caterina. Per desavinences amb l'orde dels Predicadors del convent, en temps de la Inquisició a causa de la inculpació que van fer d'heretge al ciutadà Bartomeu Genovès sense donar-li opció de descàrrec, van abandonar el convent i després d'un breu període on les reunions se celebraven al convent de Sant Francesc, van organitzar les trobades a casa del notari barceloní Simó Rovira, escrivà del Consell, a l'antic carrer del Regomir. Cap al 1369 es va comprar l'edifici a aquest notari i a mesura que les necessitats del Consell creixien, anaven adquirint edificis i solars adjacents, cap a la plaça de Sant Jaume.

### Façana gòtica

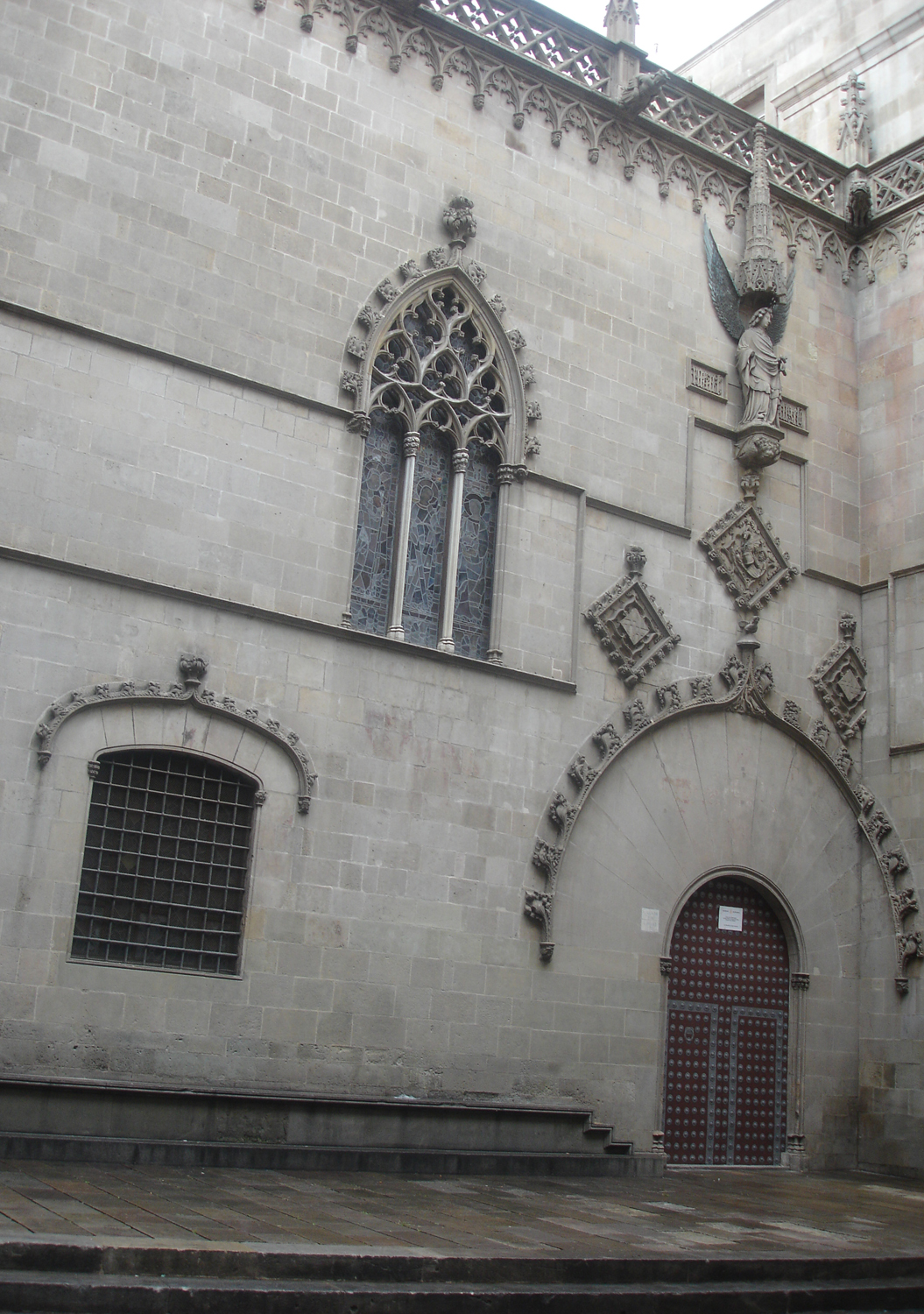
Façana gòtica de la Casa de la Ciutat

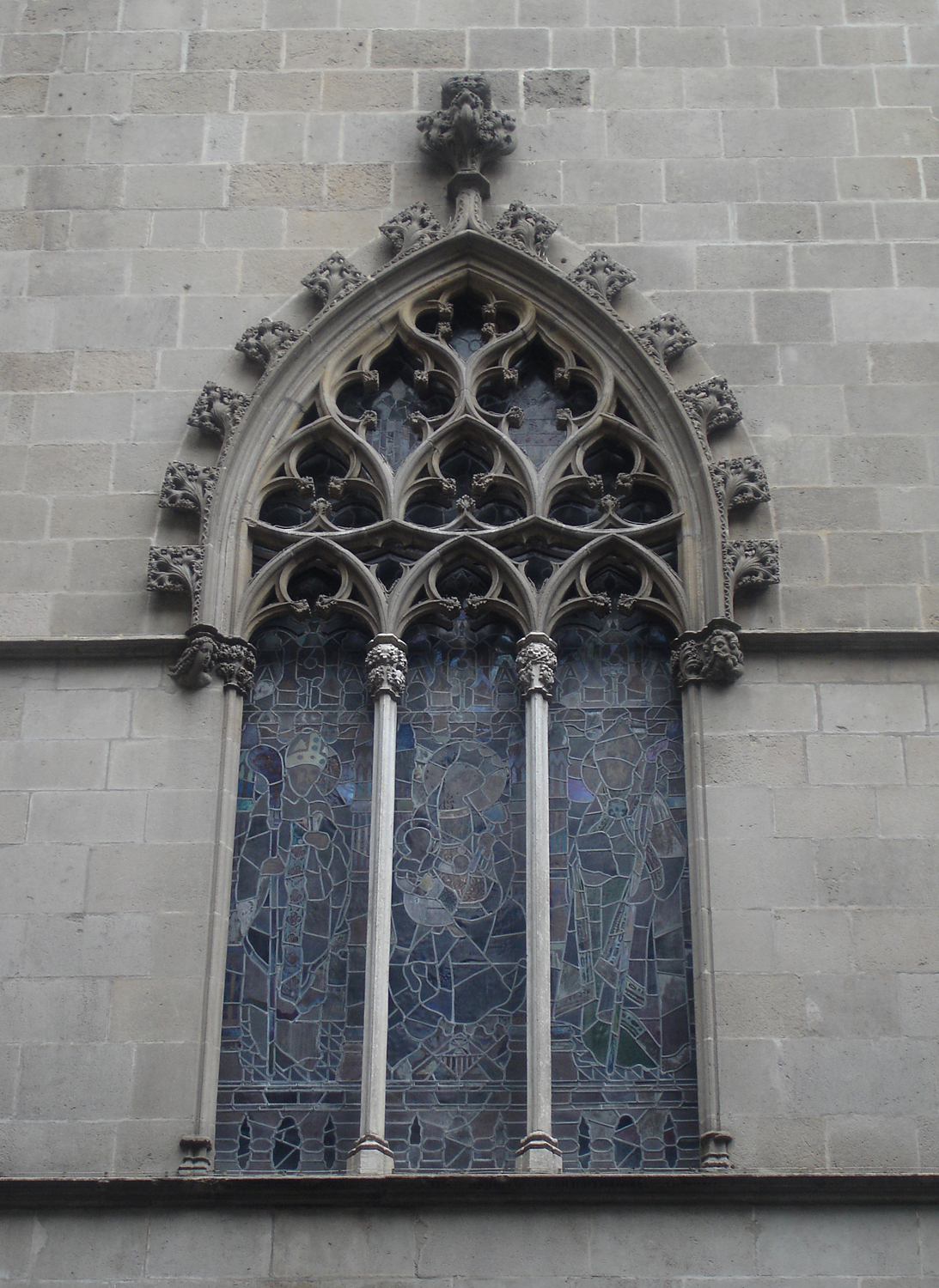
Vitrall gòtic del pis superior de la façana gòtica

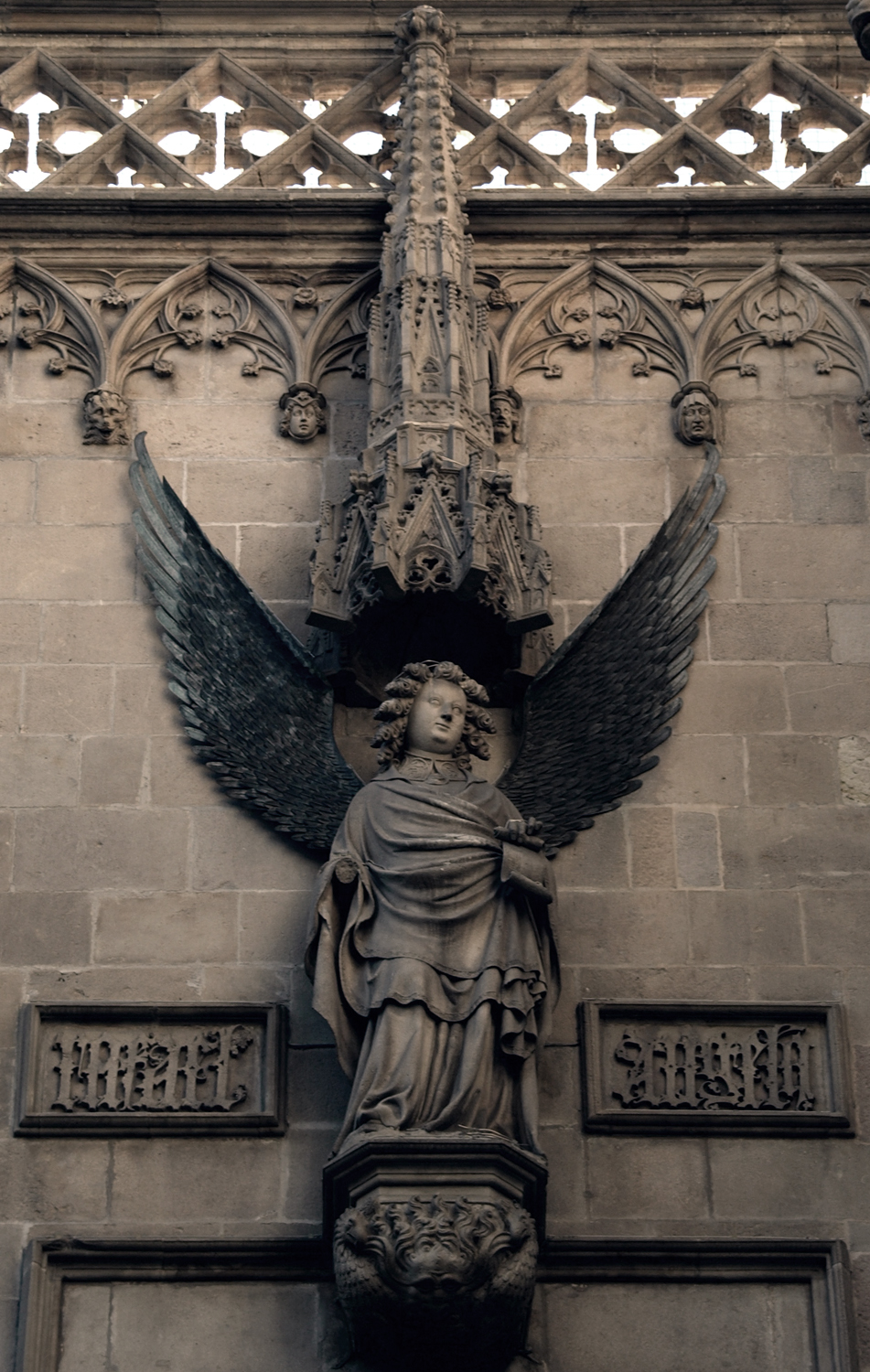
L'arcàngel sant Rafael, atribuït a Pere Sanglada, sobre la porta de la façana gòtica

El 1399, el Consell de Cent va encarregar al mestre de cases Arnau Bargués la construcció de la façana que va realitzar amb característiques similars i fàcilment relacionades amb altres obres seves, com el palau del rei Martí l'Humà a Poblet. Segons el contracte, la façana havia de ser tan bella com fos possible amb un sobre-volt fi i gentil.
És de dos pisos i caracteritzada per una horitzontalitat reforçada per les files d'impostes també horitzontals que recorren tota la façana, està executada amb simetria centrada respecte a la porta principal d'arc de mig punt amb grans dovelles; damunt hi ha esculpits tres escuts caironats, dos de l'ajuntament i el central el de les armes del rei Martí I amb el disseny creat del seu pare el rei Pere III, realitzats per Jordi de Déu l'any 1400 i coronada per l'escultura de l'arcàngel sant Rafael situada sota un pinacle de Pere Sanglada realitzada l'any 1401, amb finestres gòtiques ambdós costats.
Al pis superior hi havia tres grans finestrals d'arcs apuntats amb dues fines columnes on descansa la decoració de traceria gòtica. D'aquestes tres finestres només en queden dues. Totes les obertures tant de la porta com de les finestres tenen un guardapols l'extradós de les dovelles amb decoració de fulles de roure i al centre de les finestres amb un ram. A la part superior de la façana hi ha un fris d'arcs cecs, gàrgoles i pinacles. Les gàrgoles són obra de l'escultor Pere Joan, fill de Jordi de Déu, i representen animals fantàstics. Als angles hi ha les imatges de sant Sever i santa Eulàlia sota pinacles gòtics. La de sant Sever, que es pot veure actualment, no és la imatge gòtica original sinó una que va fer l'any 1876 l'escultor Joan Flotats, com que havia desaparegut l'anterior.
Al segle xix, quan es començava l'obra de la façana principal a la plaça de Sant Jaume, la façana gòtica va estar a punt de ser destruïda per a la homogeinització del conjunt. L'enderroc es va parar davant les protestes de l'Acadèmia de Bones Lletres de Barcelona i la Reial Acadèmia Catalana de Belles Arts de Sant Jordi, però la façana va quedar mutilada: un dels vitralls superiors va desaparèixer, i la porta va quedar desplaçada cap a la dreta.
Des d'un dels finestrals de la façana gòtica, hi havia el costum de treure la bandera de Santa Eulàlia, patrona de la ciutat, en situacions de guerra o conflicte. Va ser portada al capdavant de les tropes a la guerra dels Segadors, el 26 de gener de 1641 en la Batalla de Montjuïc, en la Batalla de Montjuïc l'any 1706 i durant el setge de Barcelona, el dia 11 de setembre de 1714, on la va dur el conseller en cap Rafael Casanova i Comes resultant ferit en aquesta batalla. L'any 1981 se'n va fer una reconstrucció segons la descripció del Dietari de Jeroni Pujades (1601). Aquesta bandera es posa anualment a la balconada de la façana principal de la plaça Sant Jaume, per les festes de Santa Eulàlia.

### Façana neoclàssica

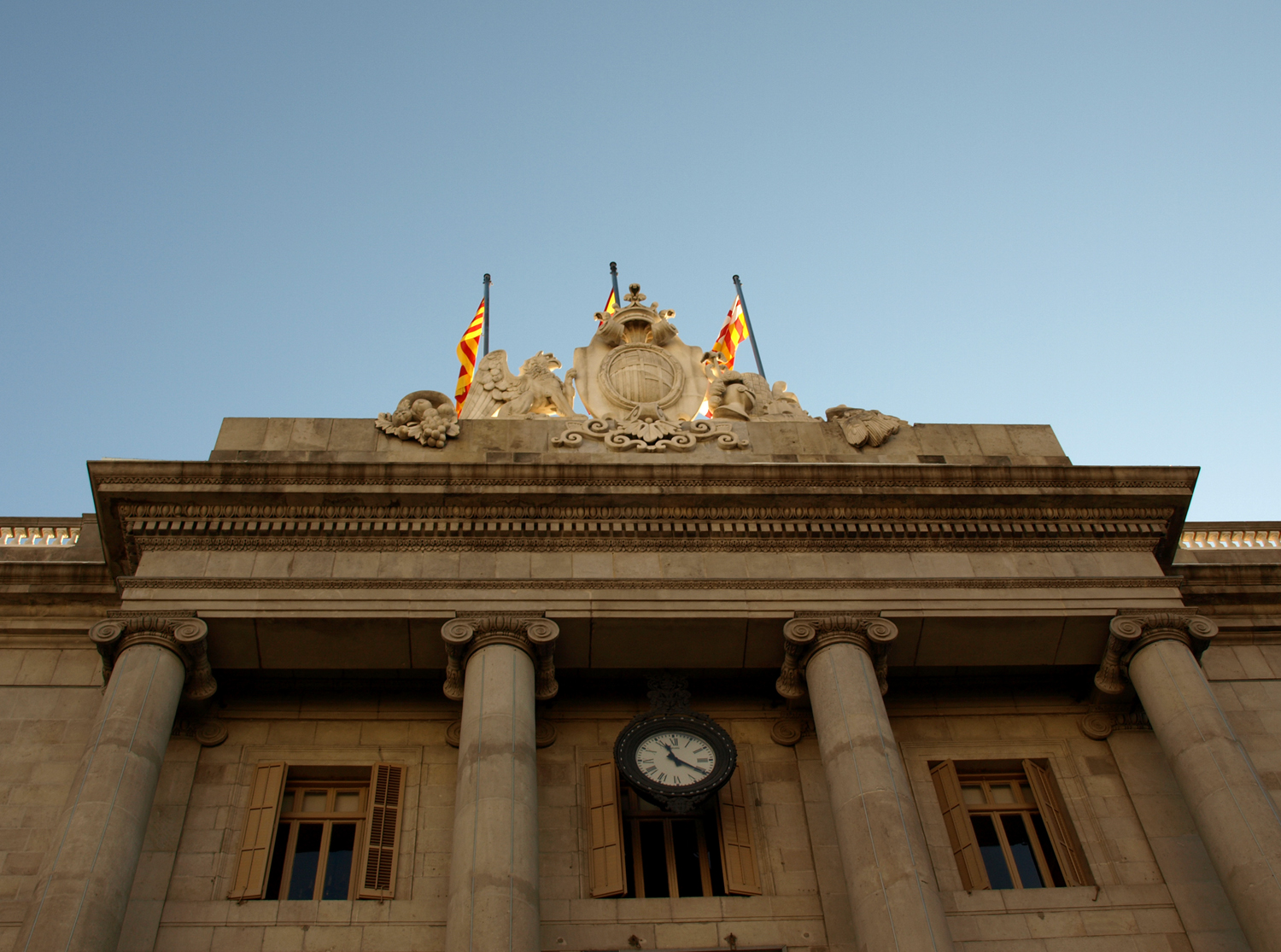
Coronament de la façana neoclàssica, projectada per Francesc Daniel Molina el 1855

L'actual façana principal d'estil neoclàssic és a la plaça de Sant Jaume i va ser realitzada l'any 1847 per l'arquitecte municipal Josep Mas i Vila juntament amb la urbanització de la plaça. Té un esquema on s'avança la part central per remarcar-la al primer pis amb quatre grans columnes amb capitells jònics que formen la balconada presidencial, on fins a l'any 2013 es podia veure una placa en relleu de Celdoni Guixà, instal·lada el 1840 amb motiu de l'ampliació de la ja existent plaça de Sant Jaume, quan se li va donar efímerament el nom de plaça de la Constitució. Aquesta placa es conserva actualment al Museu d'Història de Barcelona (MUHBA) i al seu lloc n'hi figura una altra amb la inscripció «Ajuntament de Barcelona» i l'escut de la ciutat. Sobre aquesta placa es va col·locar l'any 1852, un gran rellotge realitzat pel rellotger Garçon:
Té un àtic formant un timpà amb l'escut de la ciutat projectat el 1855 per l'arquitecte Francesc Daniel Molina, successor al càrrec de Josep Mas i Vila. A la part baixa, a banda i banda de l'entrada principal, hi ha dues fornícules on hi ha les escultures de marbre blanc del rei Jaume I i del conseller Joan Fiveller, ambdues obra de l'escultor Josep Bover i Mas i inaugurades el dia 6 de juny de 1844 per la reina Isabel II.
Seguint la simetria de la part central, els laterals estan formats per dos cossos de tres plantes amb finestres de mig punt a la planta baixa, finestres amb balconada al primer pis i finestres més petites al segon.
Curiosament, la composició de la part central és gairebé idèntica a la del Teatre Principal de València, construït també durant els mateixos anys.

### Pati interior
Va ser construït l'any 1391 amb reformes posteriors, i s'hi accedia per la façana gòtica. Actualment, s'hi accedeix des de l'entrada principal de la plaça de Sant Jaume.
Les obres de renovació del pati van començar al voltant de 1560, d'estil gòtic, encara que amb alguns elements decoratius del renaixement. Consta d'arcuacions d'arcs ogivals sobre columnes; damunt hi ha una galeria amb obertura de finestres i balustrades, i es remata amb una cornisa de pinacles i gàrgoles. Va ser destruït durant les obres de 1830 i tornat a reconstruir fidelment l'any 1929.
Al lateral dret d'aquest pati és hi ha la galeria del Trentenari i l'escala d'Honor, que condueix al Saló de Cent. Des d'aquesta escala i a tota aquesta planta baixa del pati es poden veure nombroses escultures que al llarg dels anys s'han anat instal·lant, com el Sant Jordi de Josep Llimona, La deessa i la Puixança de Josep Clarà, Esperit Mediterrani de Frederic Marès, els tres gitanets i Maternitat de Joan Rebull, Dona de Joan Miró, Dona asseguda de Manolo Hugué, Urà de Pau Gargallo, etc.

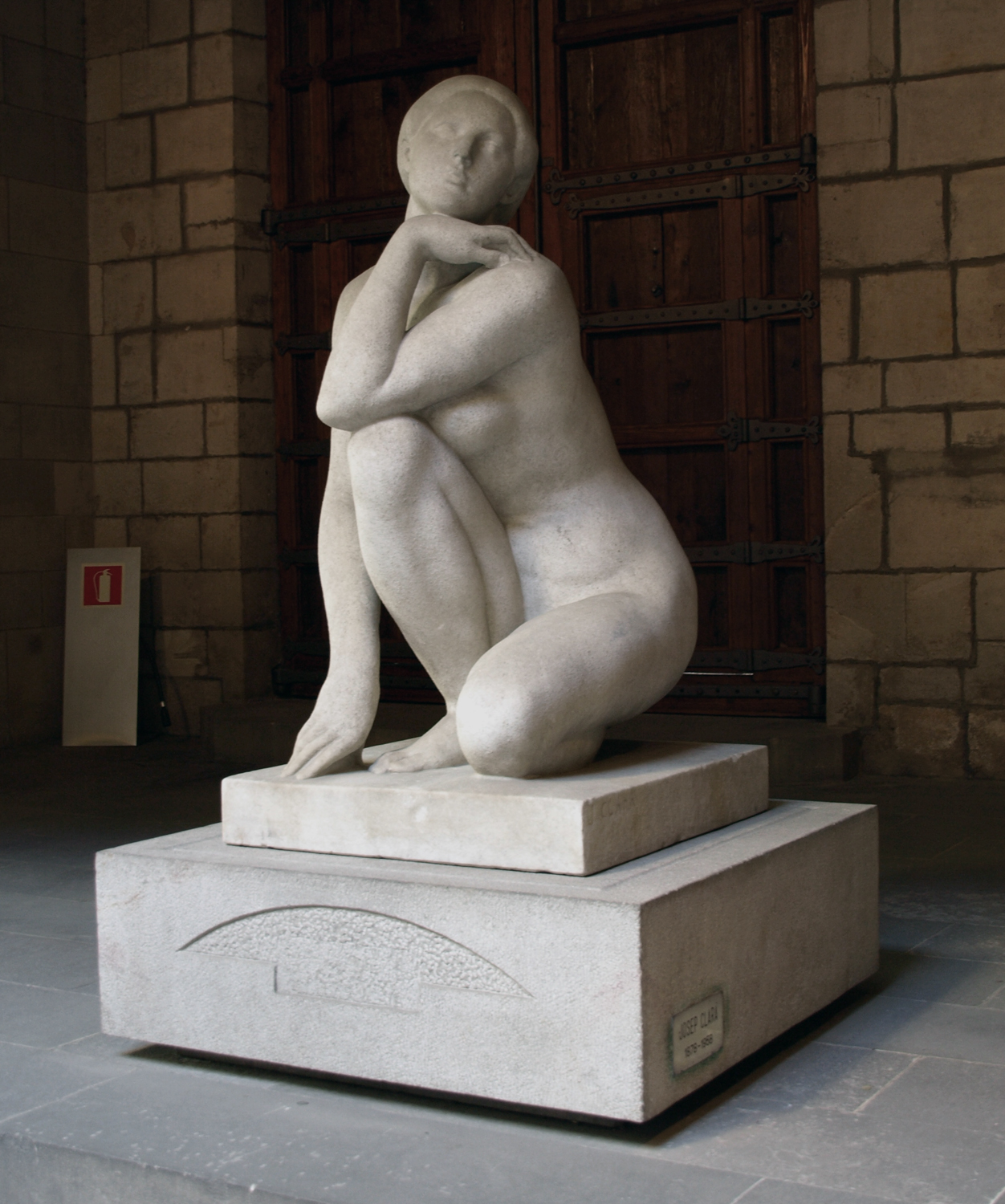
La deessa de Josep Clarà (1910/1929)
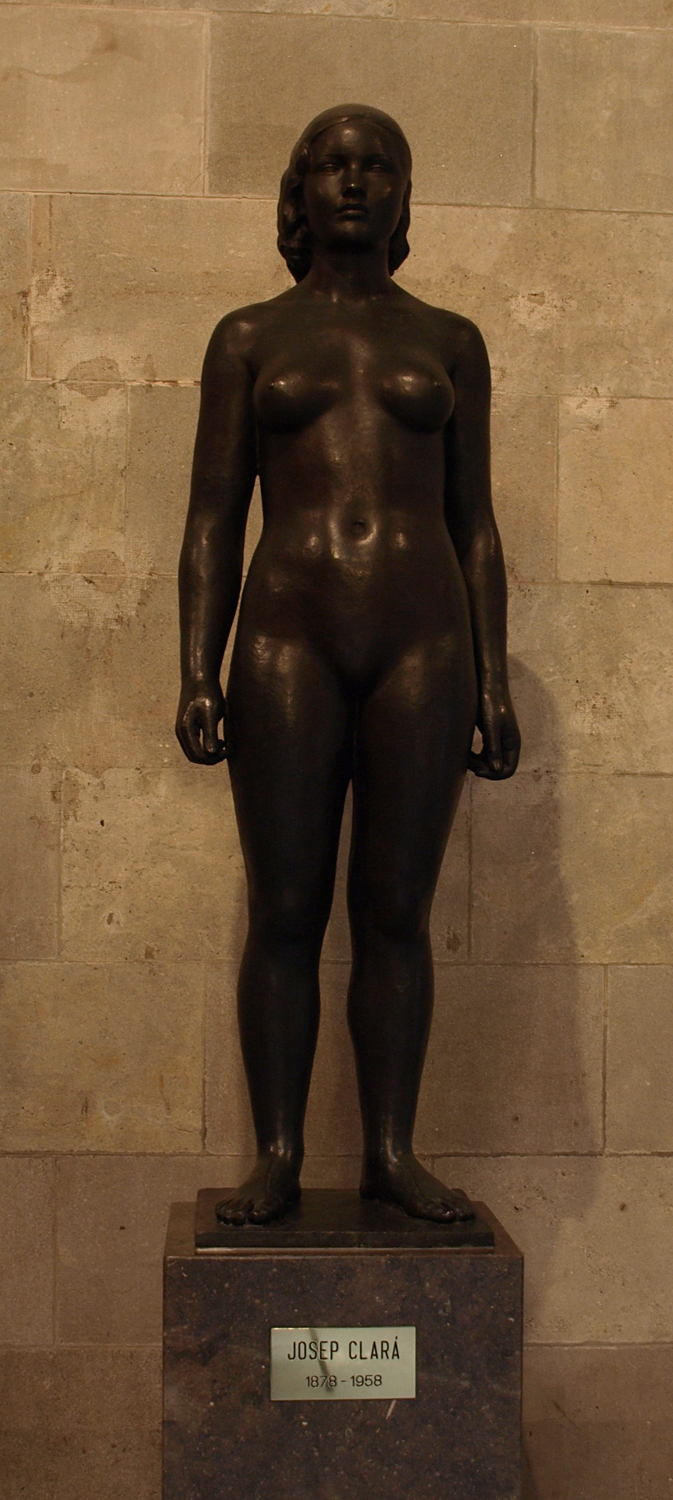
La Puixança de Josep Clarà (1940)
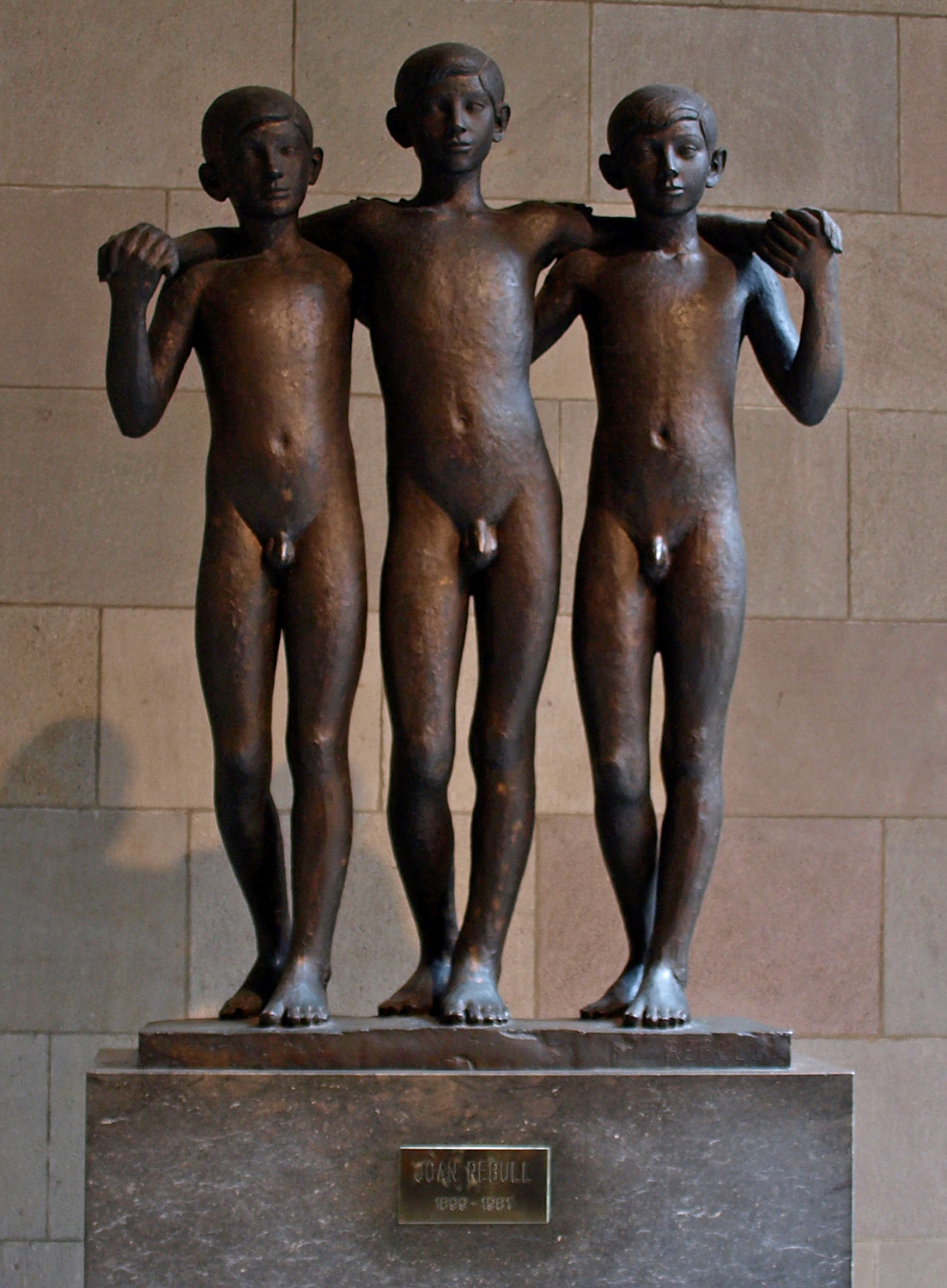
Els tres gitanets de Joan Rebull
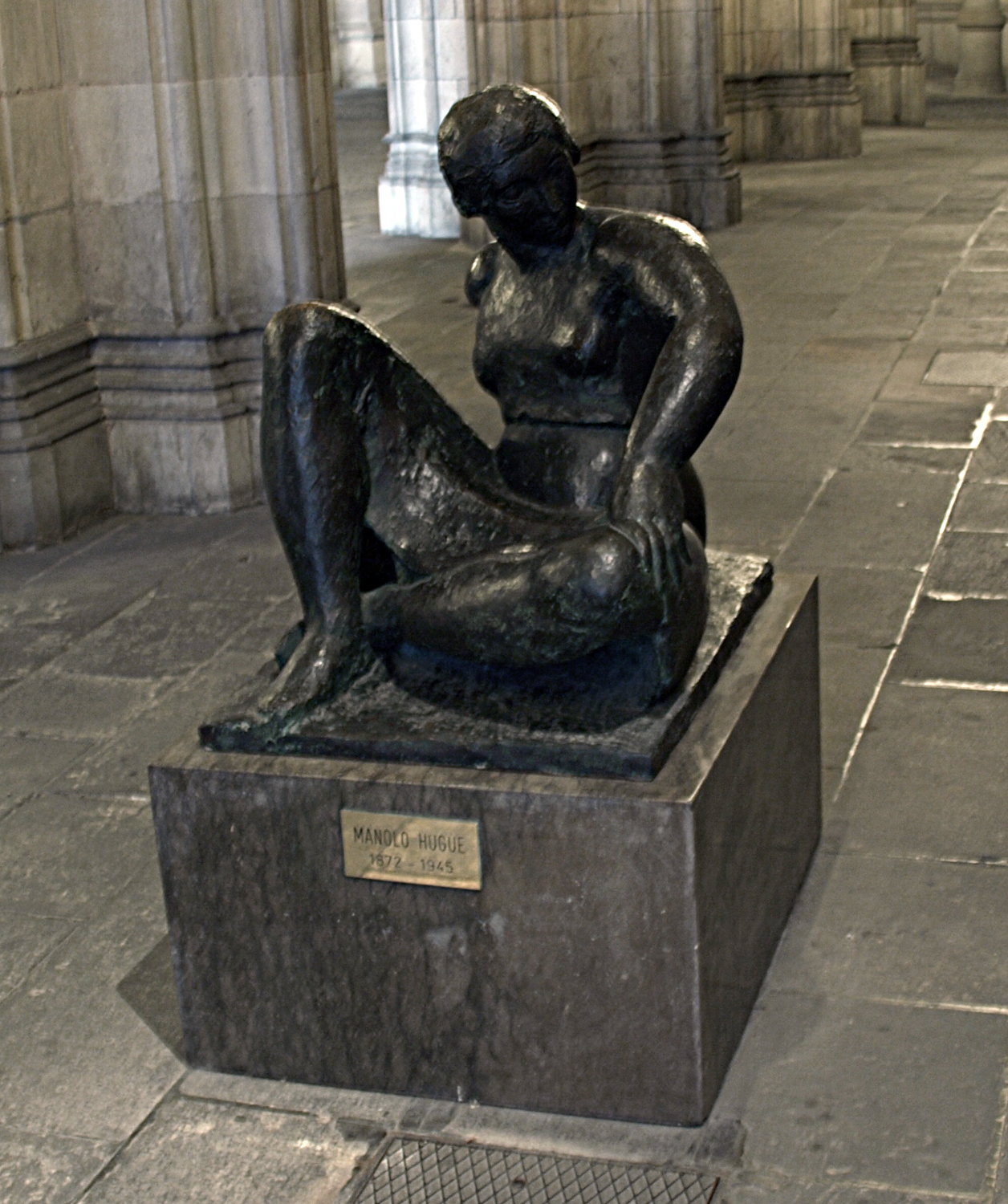
Dona asseguda de Manolo Hugué (1930)

### Galeria gòtica

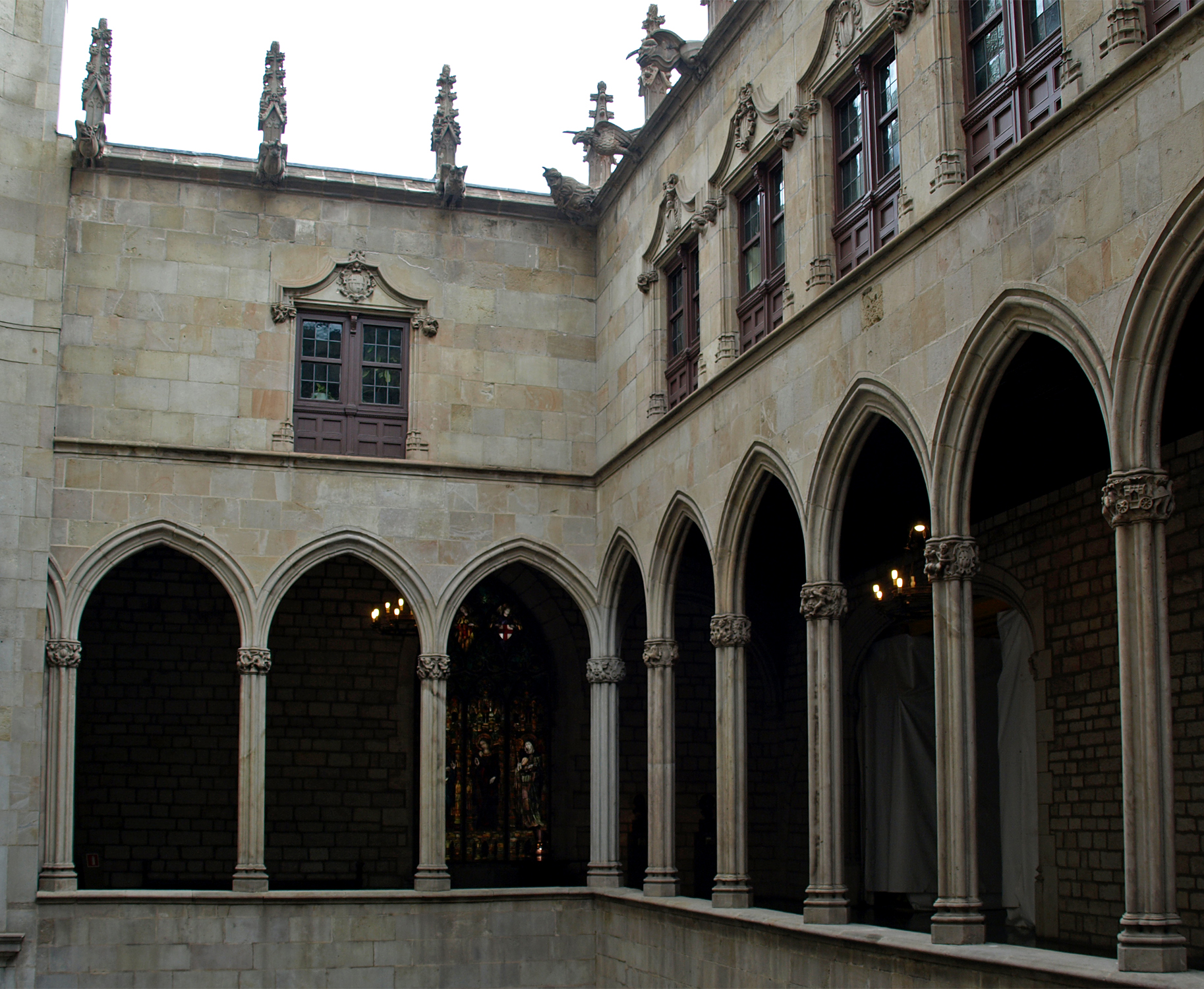
Galeria gòtica porticada.

La galeria és porticada amb arcs apuntats que descansen sobre fines columnes de capitells amb motius florals i angelets, d'estil renaixentista. A un d'aquests capitells consta la data de 1577. L'any 1929, a les obres de remodelació d'Adolf Florensa i Ferrer i Antoni de Falguera i Sivilla, es van retirar els vitralls que havien estat instal·lats per Domènech i Montaner el 1888, i se'n van col·locar tres en un dels racons de la galeria, realitzats al taller d'Antoni Rigalt i Blanch, que representen:
- les santes patrones de la ciutat: Madrona, Eulàlia i Maria de Cervelló;
- els sants patrons de la ciutat, els bisbes Sever i Oleguer;
- els sants protectors de la ciutat: sant Cristòfor i sant Sebastià.

Així es deixava més semblant a la construcció del segle xvi, i es va encarregar al pintor Josep Maria Sert la decoració de les voltes de la galeria amb personatges com Cristòfor Colom, els teòlegs Francesc Eiximenis i Ramon de Penyafort, els filòsofs Jaume Balmes i Josep Torras i Bages, els poetes Ausiàs March i Jacint Verdaguer, etc., amb els tons ocres característics de la pintura de Sert.

### Saló de Cent
Fou realitzat pel mestre d'obres Pere Llobet l'any 1369, de planta rectangular, amb coberta plana i amb tres trams separats per dos grans arcs de mig punt. S'il·lumina per quatre rosasses, la més grossa es va construir sobre l'entrada principal, mentre que les tres restants més petites, són al mur que donava al Pati dels Tarongers. Els vitralls de les rosasses van ser realitzades per l'artista Nicolau de Maraya. La decoració del cassetonat del sostre es va encarregar a Jaume Canalies, Francesc Jordi i Berenguer Lleonart l'any 1372.

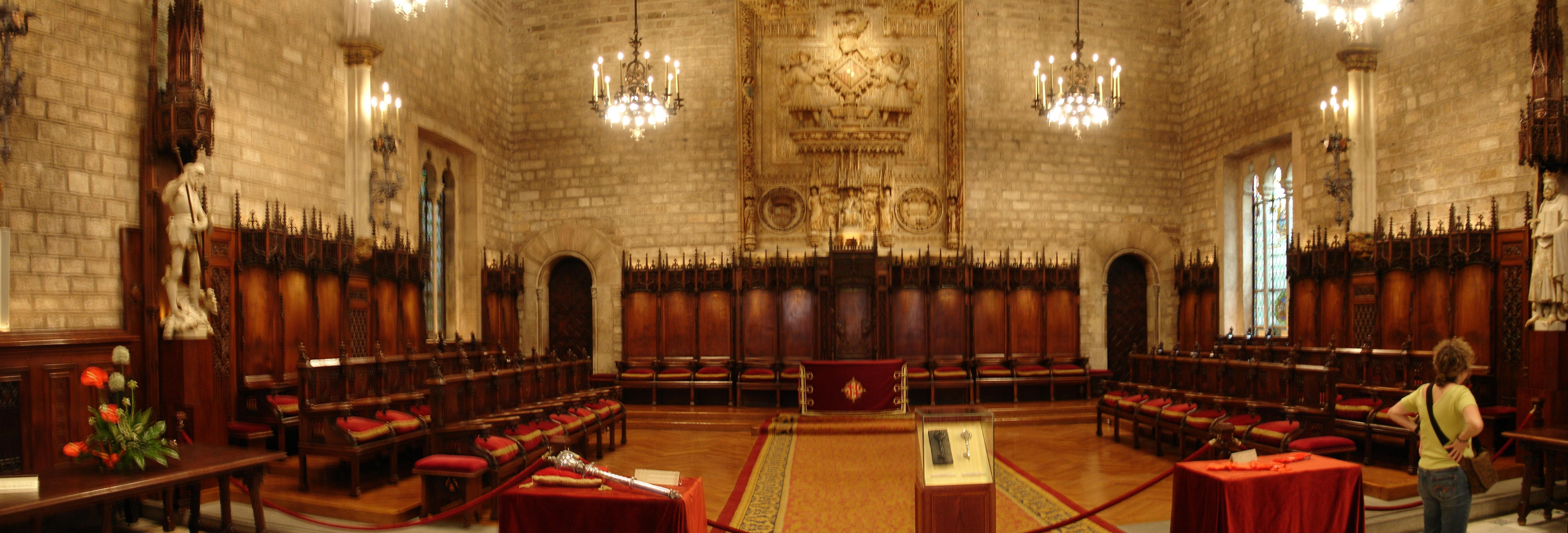
Panoràmica del Saló de Cent

La primera reunió del consell s'hi va fer el 17 d'agost de 1373, durant el regnat de Pere el Cerimoniós segons la placa que es pot veure al Saló:
| « | L'any 1373 de la Nativitat del Senyor, el dia 17 d'agost, regnant l'il·lustríssim Senyor Pere III, per la gràcia de Déu rei d'Aragó, fou celebrat el primer Consell dels Cent Jurats en aquesta casa, que fou enllestida el mateix any, essent-ne aleshores Consellers els venerables Pere Ça Rovira, Llorenç de Gualbes, Jaume Burguès, Bernat Ferrer i Galceran Carbó. | » |

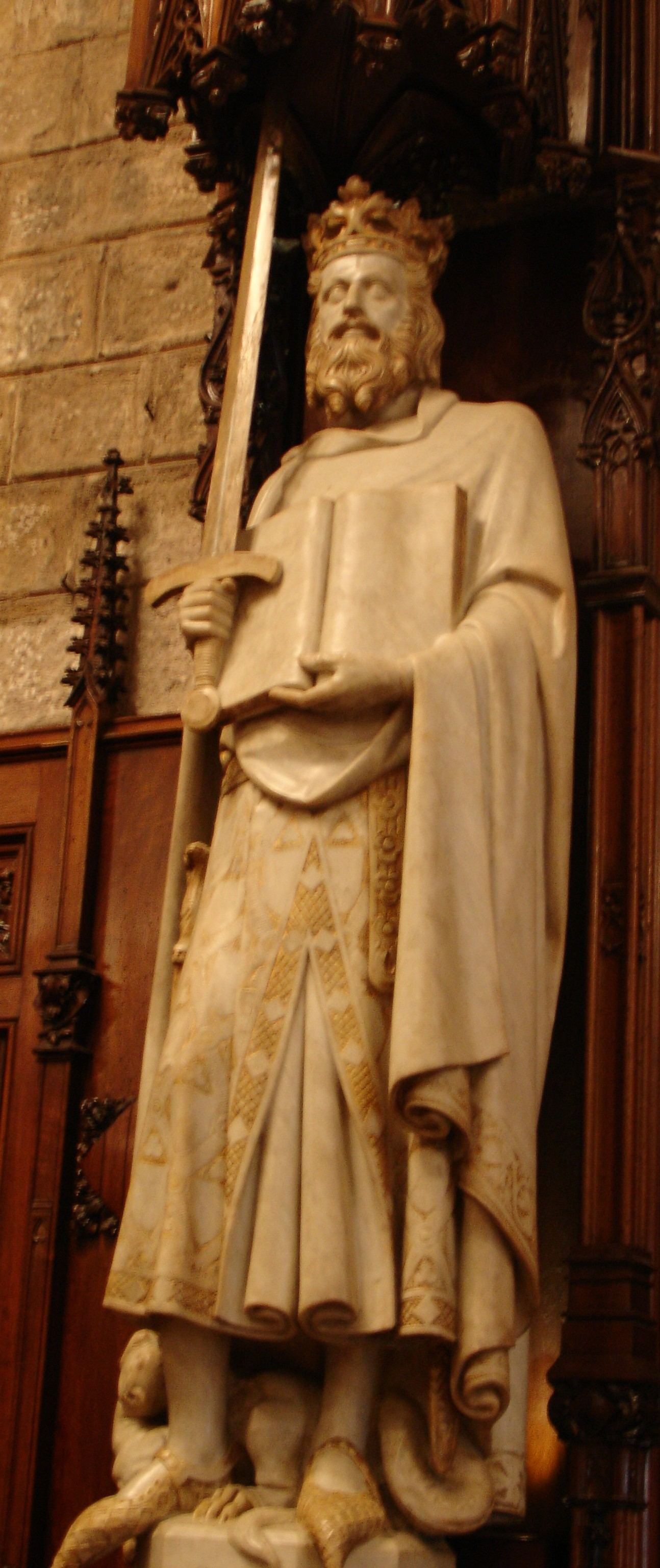
Jaume I al Saló de Cent, escultura de Manel Fuxà.

Al segle xvii es va decidir fer reformes al gust del nou art del barroc i es va encarregar a l'escultor Agustí Pujol el cadirat de fusta i el retaule del mur de la capçalera del saló. La defunció d'Agustí Pujol ocorregut al mateix any 1628, va obligar a encarregar les obres a Josep Sayós, que es van haver d'interrompre per la Guerra dels Segadors l'any 1640.
L'any 1647 es va construir una porta d'accés de marbre dissenyada pel mestre d'obres Jaume Granger i realitzada per Josep Ratés i Pere Serra, que va passar el 1929 a ser una porta lateral del saló. A partir de 1714 amb els decrets de Nova Planta, i una Real Ordre del 28 d'agost de 1718 on es disposava:
| « | … se ponga la Sala en la forma en què están las de los demás Ayuntamientos de las demás ciudades de estos reinos. | » |

També es manava per Reial Cèdula del 13 d'octubre de 1718: 
| « | … que se quiten y arrimen los doseles y sillería que hay puesta en la Casa de la Ciudad de Barcelona en el aposento donde se juntan los administradores que era la Sala del Concejo de Ciento. | » |

Va entrar en decadència fins a l'extrem que l'any 1822 el Saló de Cent va tancar les portes i van ser venudes les obres barroques que hi havia. Uns anys després, el 1842, va quedar parcialment destruït a causa del bombardeig ordenat pel general Espartero.
Es va reconstruir l'any 1860 per l'arquitecte Francesc Daniel Molina i Casamajó que hi va afegir dos trams més amb un arc igual als quals ja existien durant una visita de la reina Isabel II i la restauració dels Jocs Florals gràcies a les iniciatives entre d'altres de Víctor Balaguer, amb el lema Pàtria, Fides, Amor. A partir d'aquí va haver-hi altres reformes en diferents anys.
L'any 1887 davant de l'Exposició Universal de 1888, es va convocar un concurs per un projecte de reforma al que va acudir Antoni Gaudí i Cornet, però va ser Lluís Domènech i Montaner que es va fer càrrec de les obres, encara que no es va executar totalment el seu projecte.
L'any 1914 va ser aprovat un nou projecte d'Enric Monserdà i Vidal, on el disseny mantenia l'estil gòtic històric del lloc. Es va construir un cadirat gòtic, un paviment amb representacions dels escuts dels gremis i la ciutat, com el que es veu al retaule de la Mare de Déu dels Consellers de Lluís Dalmau de l'any 1443 i el retaule d'alabastre col·locat a la capçalera del saló, representant un escut de la ciutat custodiat per dos macers i a la part baixa les escultures de La Verge de la Mercè, amb sant Andreu i santa Eulàlia en ambdós costats seguits d'uns medallons representant l'escut de Sant Jordi i el Llibre dels Privilegis de Barcelona i al bordó del retaule les escultures dels consellers Joan Fiveller i Rafael Casanova. La data de realització del retaule fou el 1924. Als murs laterals del saló hi són les escultures del rei Jaume I i de sant Jordi realitzades per Manel Fuxà, col·locades sota un coronament amb pinacles gòtics reconstruïts l'any 1998 per l'escultor Medina Ayllón. El 1996 se la va restaurar, sota la direcció de María Luisa Aguado Martínez.

### El Trentenari
Era el lloc on es reunien els 32 membres del Trentenari per deliberar les propostes que havien d'arribar al ple del Consell de Cent. Es tenen notícies que es va construir durant el segle xiv i que l'any 1369 ja tenien lloc les reunions dels consellers en una casa situada al fons del pati central.
El cronista Esteve Gilabert Bruniquer (1561-1641) relata l'elecció de consellers fets l'any 1388, on s'explica el recorregut per l'edifici: els electors baixaven del Saló de Cent a l'arxiu, després el notari i l'escrivà sortiren de l'arxiu i del portal de la casa per lo qual se entrava al verger de la casa de la Ciutat, i els electors sortirien a la lotja que era en dit verger, votaren i entraren a la casa del Consell de Trenta. Acabat el procés pujaren al Consell de Cent, on es feu públic el resultat.
Un exemple d'estructura del renaixement són les obres d'ampliació que es van acabar l'any 1559. La nova façana constava de tres arcs de mig punt sostinguts per pilastres amb columnes adossades i capitells corintis que sostenen un sostre amb cassetonat de fusta, on es trobava la porta centrada i una finestra a cada costat amb decoració renaixentista. La reforma renaixentista de la Llotja del Trentenari, segons Adolf Florensa «podria anar signada pel mateix Fra Giocondo».

### Capella del Bon Consell

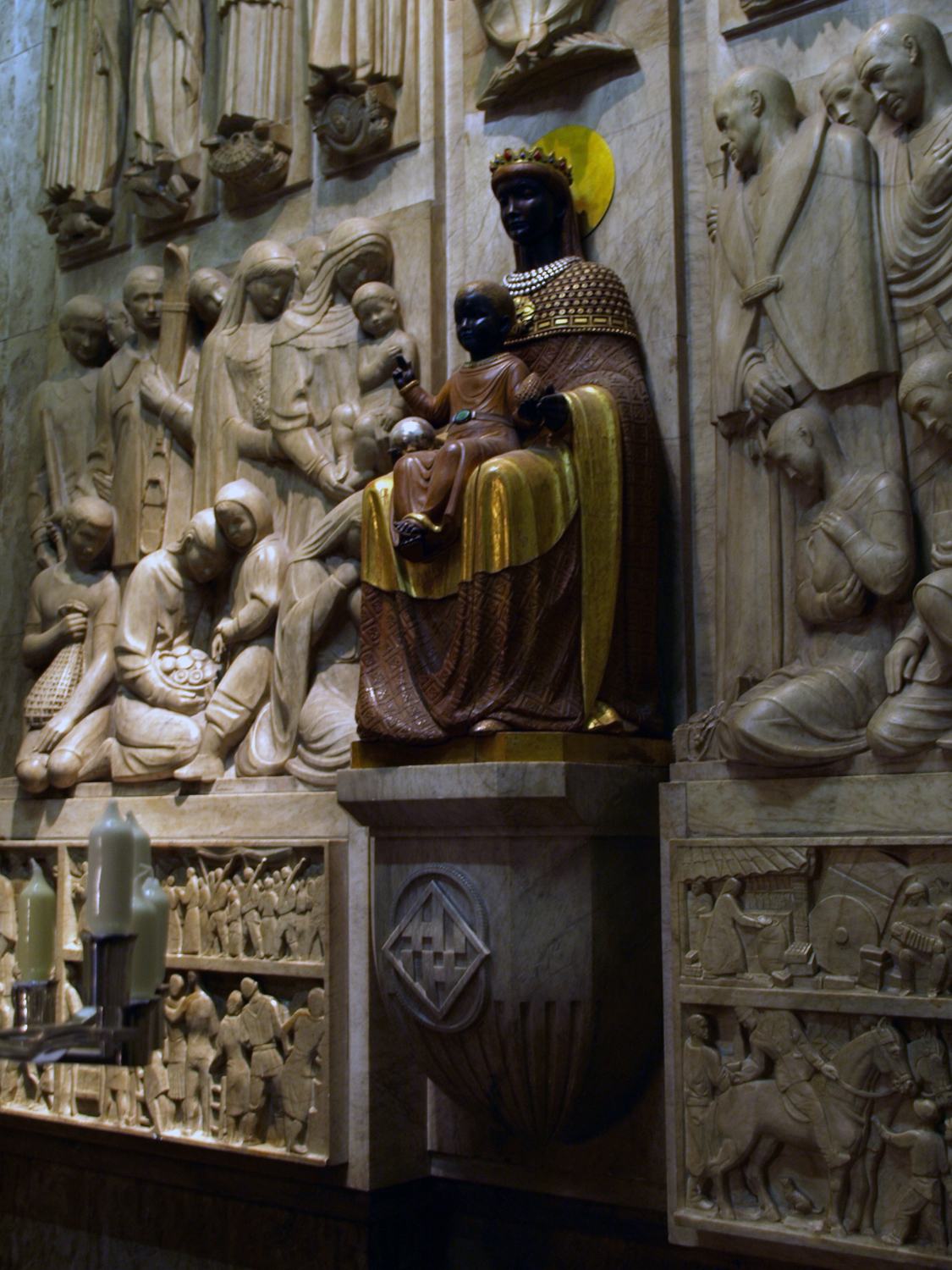
Capella del Bon Consell amb la imatge de la Mare de Déu de Montserrat

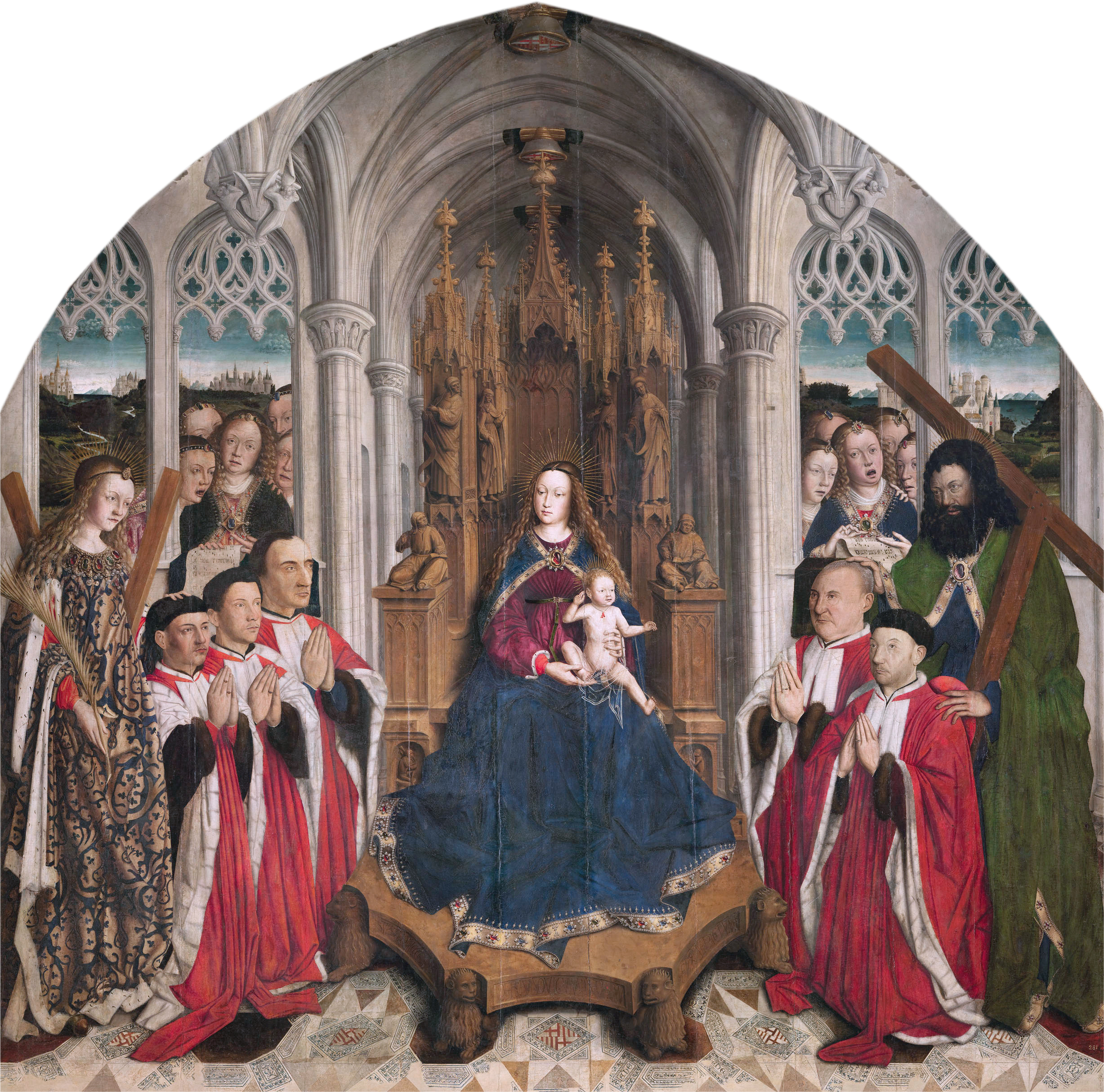
Mare de Déu dels Consellers

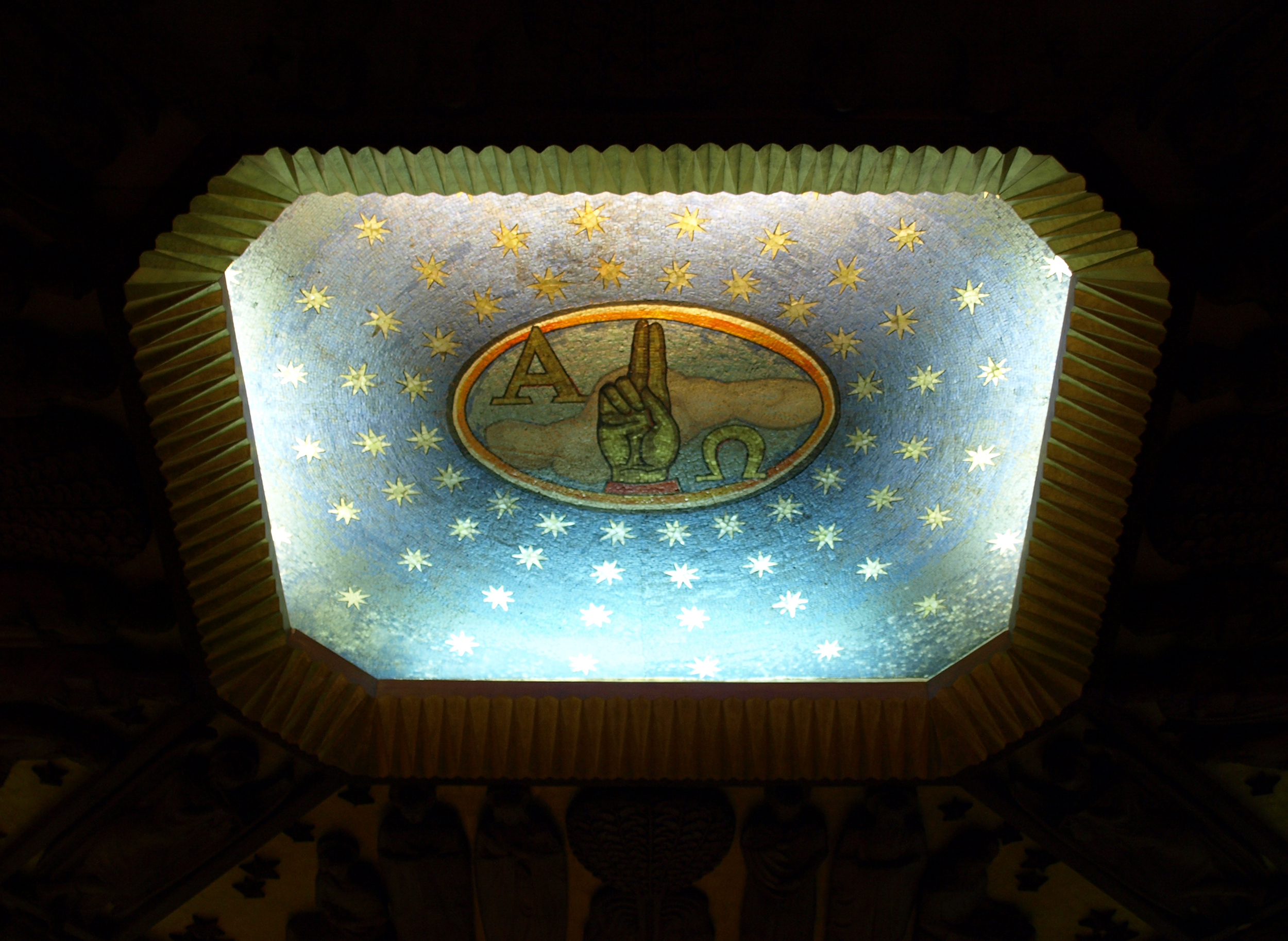
Detall del sostre de la Capella del Bon Consell per Enric Monjo

Es té notícia que la primera capella va ser construïda entre els anys 1379 i 1408, solament se'n conserva la porta i l'escut amb les armes de l'ajuntament, quant a l'interior no es té notícia de la decoració però sí del retaule de la Mare de Déu dels Consellers, que va ser encarregat el 4 de setembre de 1443 al pintor valencià Lluís Dalmau fent constar al contracte que seria de bona fusta de roure de Flandes ben endrapat e enguixat.
El 27 de novembre de 1443, es va encarregar a Francesc Gomar l'execució del treball de la part en fusta del retaule. Actualment, es conserva al Museu Nacional d'Art de Catalunya.
L'actual capella, encarregada sent alcalde de la ciutat Josep Maria de Porcioles i Colomer, és al costat del saló de Cròniques i és de dimensions molt reduïdes, la decoració es va encarregar a l'escultor Enric Monjo l'any 1958i s va inaugurar el 1966. Presideix la capella la imatge de la Mare de Déu de Montserrat, de talla policromada i a la seva peanya l'escut de la ciutat, damunt hi ha un crucifix d'ivori i al gran plafó central uns grups d'imatges representant les autoritats i els personatges tradicionals del poble, fent les seves ofrenes a la Verge.
A la part alta es troba el seguici dels sants barcelonins i mercedaris, com sant Oleguer, sant Josep Oriol, santa Eulàlia, sant Pere Nolasc i sant Ramon de Penyafort, entre d'altres, a cada costat es troben les quatre virtuts cardinals, prudència, justícia, fortalesa i temprança.
A les parets laterals també d'alabastre, hi ha dos grans retaules, el de la dreta representa la glorificació de la Verge i al de la paret esquerra, l'adoració a Jesús pels reis mags, pastors, etc.
Al sostre s'aprecia una lluerna amb un mosaic que representa el cel i al seu centre la mà de Déu entre les lletres alfa i omega al seu voltant hi ha un conjunt d'escultures en fusta de til·ler, representant un conjunt de sants i àngels músics.

### Sala de les Quatre Estacions

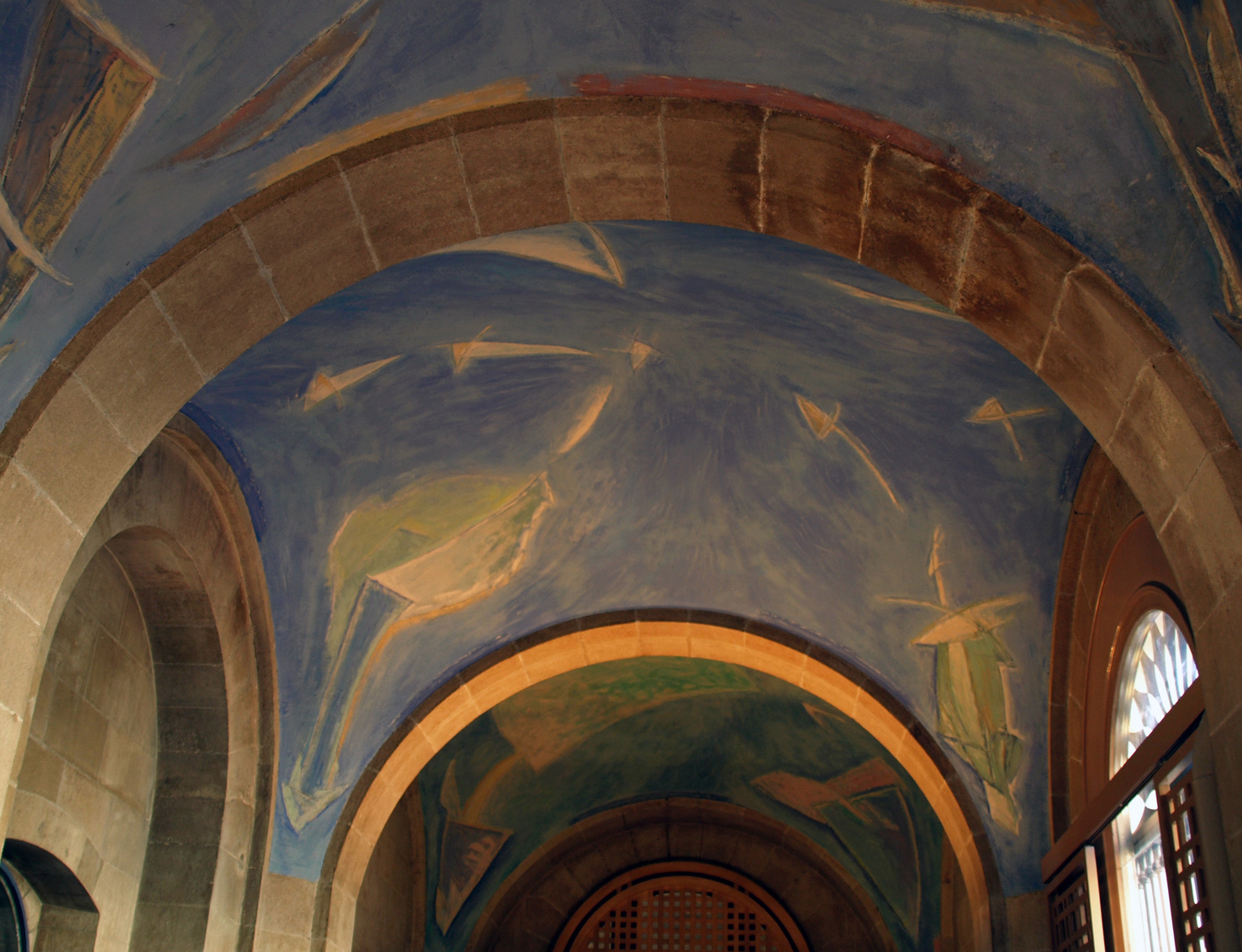
Voltes de la sala de les Quatre Estacions pintades per Albert Ràfols-Casamada

És situada al lateral esquerre, traspassant la porta d'entrada al pati, hi ha una sala projectada per l'arquitecte Pere Casajoana, dita de les Quatre Estacions, que són les que hi ha representades de manera abstracta a les voltes, és una obra de l'artista Albert Ràfols-Casamada de 1982, amb pintura acrílica sobre un fons blau elèctric amb pinzellades d'altres colors també intensos per aconseguir el contrast visual, amb dibuixos geomètrics que s'estenen per tota la superfície amb línies difuminades. Aquesta sala es dedica a Informació Turística de Barcelona.
Al final d'aquesta planta baixa hi ha el lloc on hi havia l'antiga escrivania i on té lloc l'arrencada de l'Escala Negra cap a la part noble del primer pis.

### Escala d'Honor

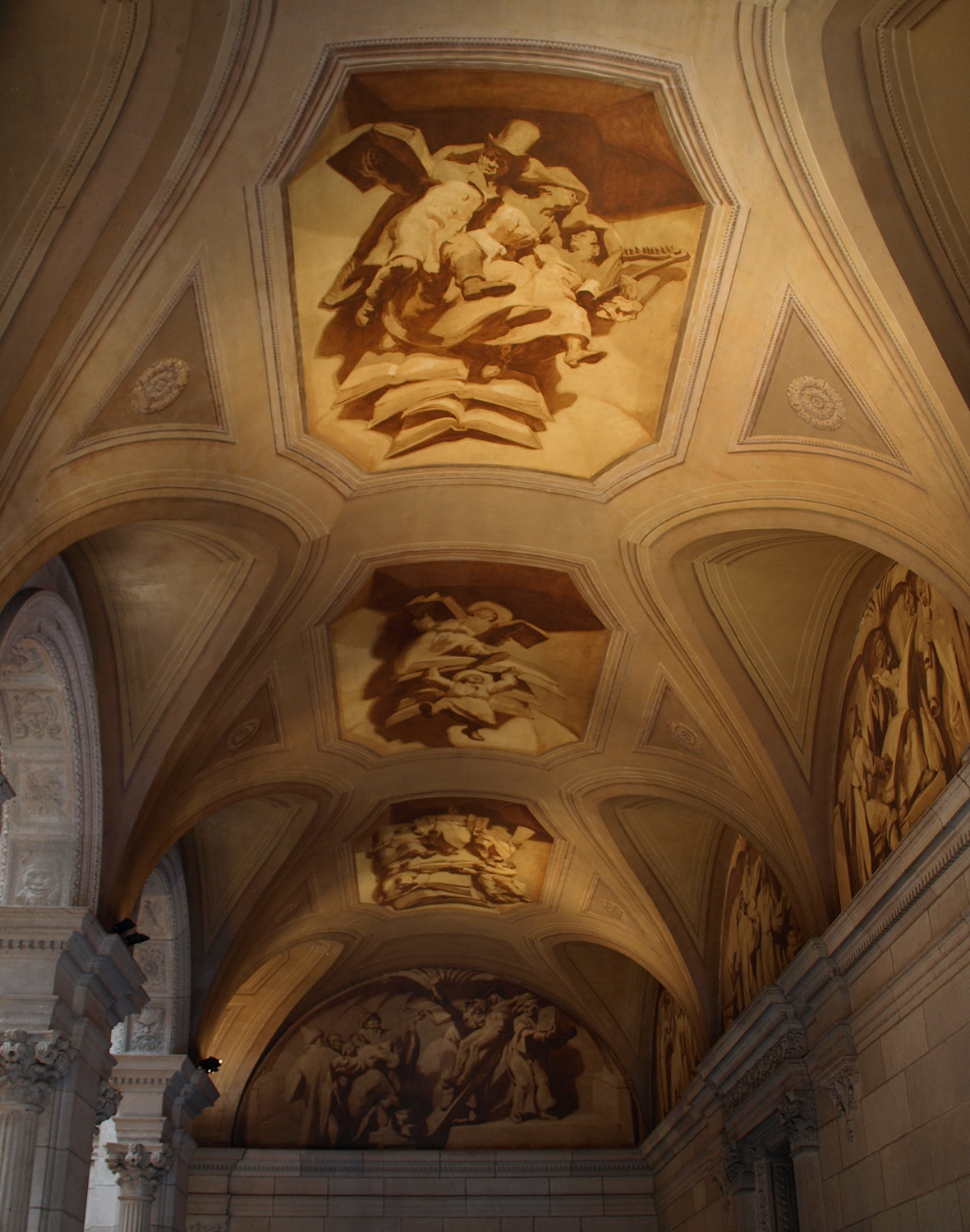
Pintures de Josep Maria Sert a l'Escala d'Honor

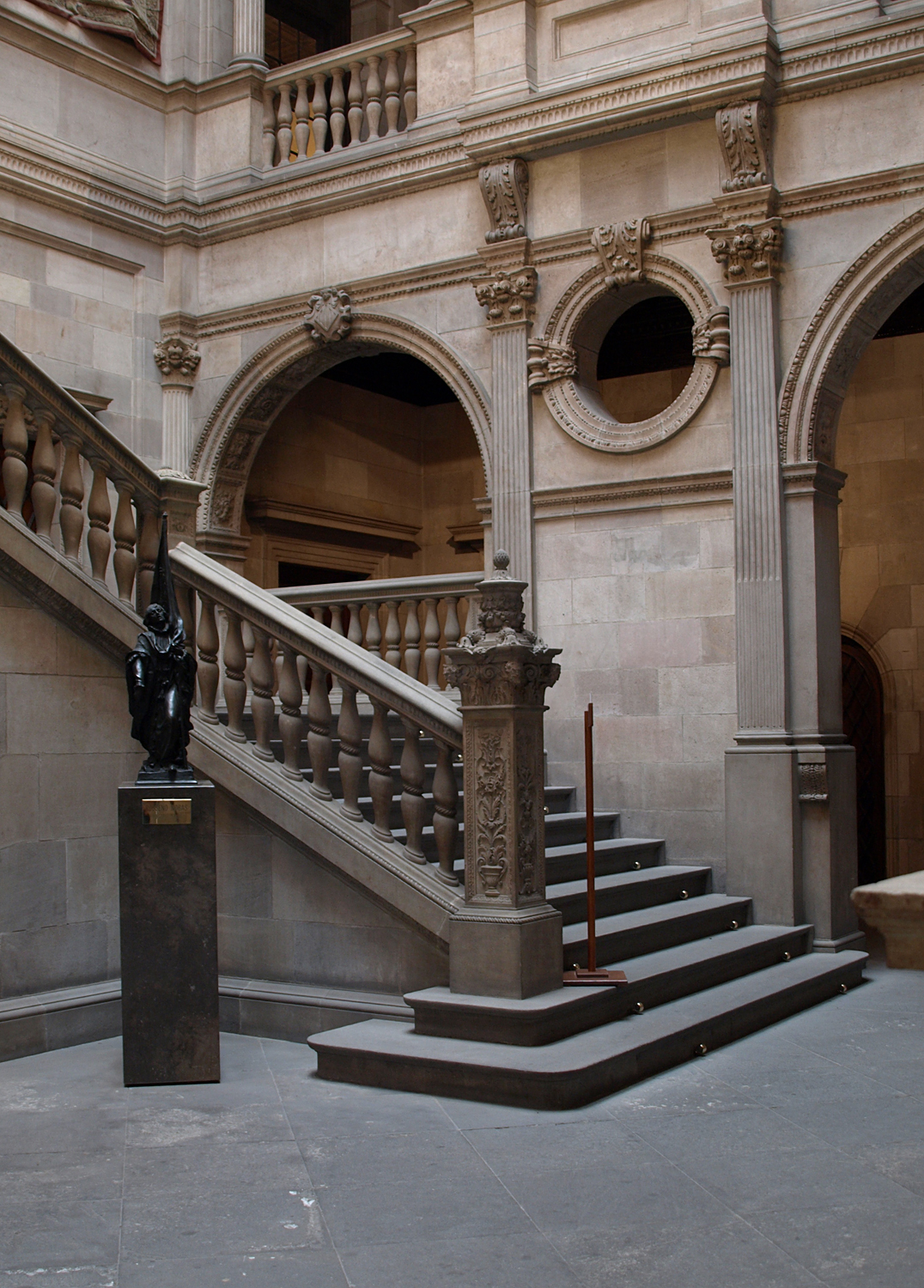
Escala d'Honor amb l'escultura de Rafael Casanova i Comes

L'escala d'Honor fou projectada per l'arquitecte municipal Pere Falqués l'any 1894 i fou modificada a les obres de l'any 1929 per l'arquitecte Adolf Florensa per donar-li una forma més esvelta i canviar-la de tres a dos trams. Per aquesta s'ascendeix fins a la galeria gòtica i al Saló de Cent . Està decorada amb un escut de la ciutat en pedra tallada i dos grans tapissos dits dels consellers. La claraboia que dona llum a l'escala és una obra de 1929 de Jeroni Granell Bartomeu, continuador del taller Rigalt-Granell que va crear el seu pare, Jeroni Ferran Granell i Manresa.

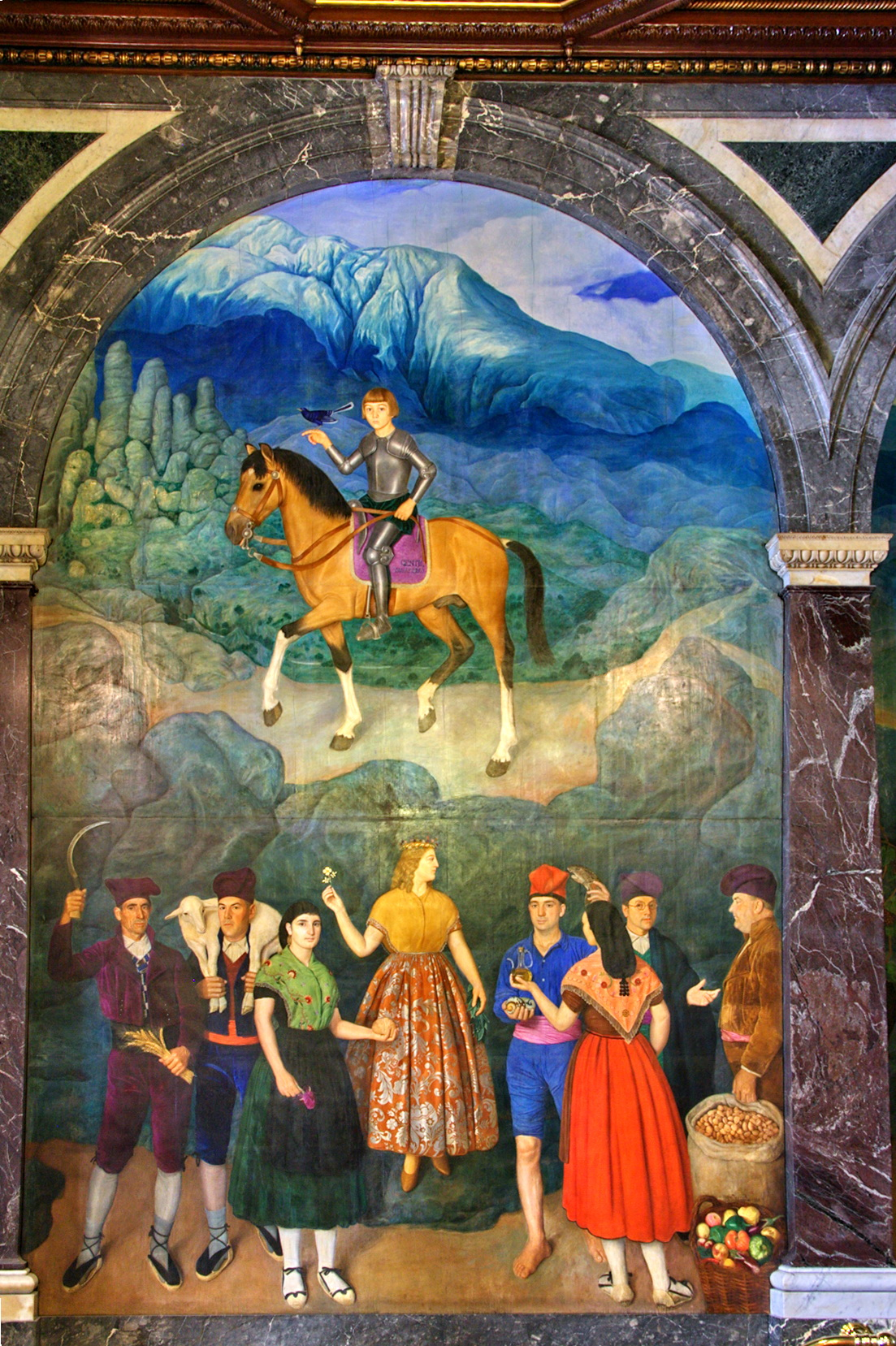
Detall del mural pintat per Viladrich a l'escala Negra

La porta exterior d'accés, es va realitzar l'any 1580 d'arc de mig punt, emmarcada per columnes salomòniques adossades amb decoració floral i heràldica, a la llinda es pot veure un escut al centre i a cada costat dues representacions de La Prudència i La Justícia.

### Escrivania

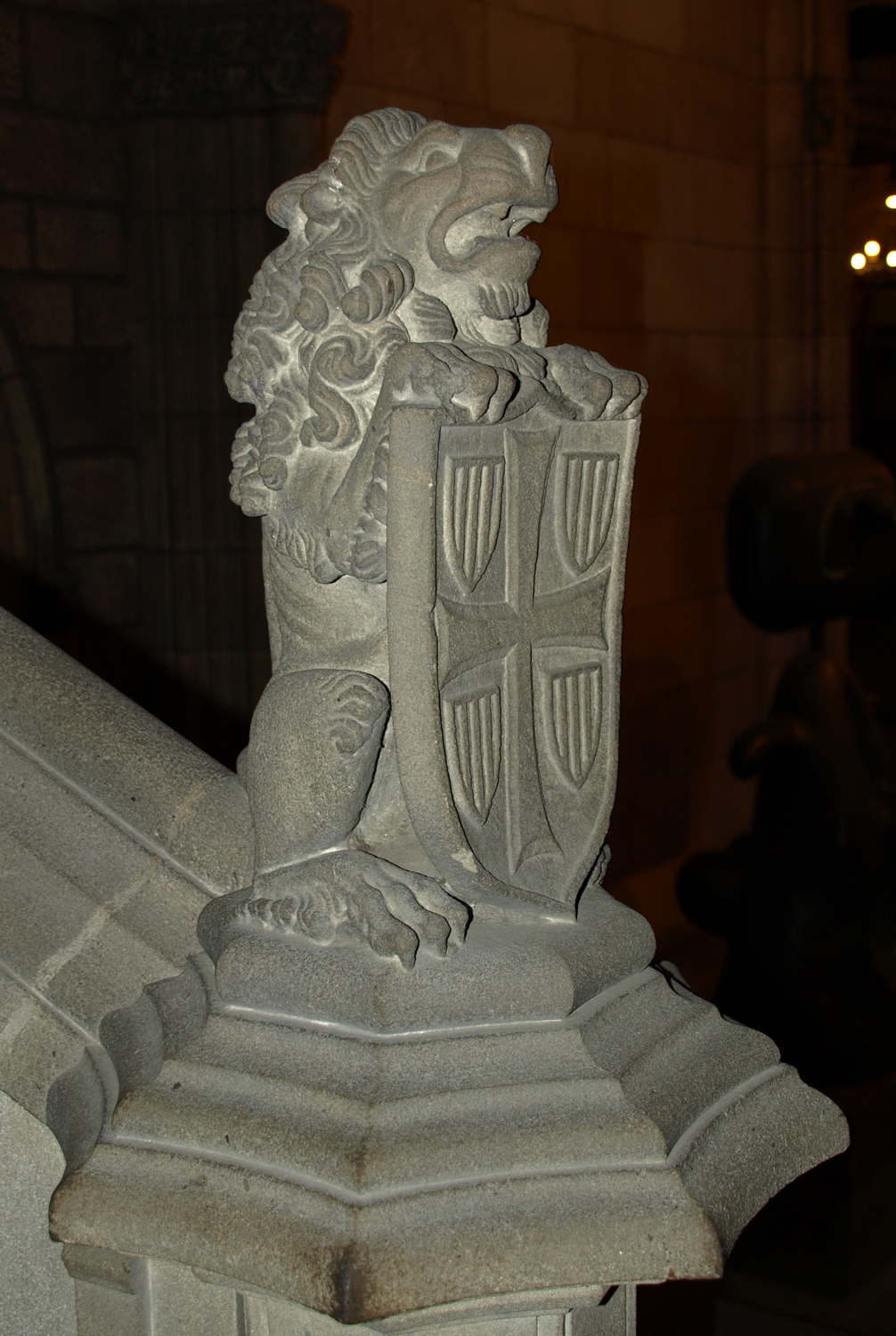
Primer segell que es va utilitzar a l'escrivania i que forma part d'una escultura de l'escala negra

Fou la primera estança que es va construir, car era l'espai on es guardaven tots els llibres d'acords i comptes. Per documents conservats se sap que era situada a la part esquerra de l'entrada per la façana gòtica. Es conserven alguns elements com l'escut que es trobava sobre la porta d'entrada amb la inscripció al seu voltant ES-CRI-VA-NIA i tretze de les quinze bigues que es van encarregar per decoració del sostre del rebedor al pintor Berenguer Lleonart l'any 1401:
Les que decoraven pròpiament la sala van ser pintades per Pere Arcanya, onze són originals i dotze van ser restaurades l'any 1929, entre les bigues es conserven els escuts en relleu de la ciutat i dels comtes de Barcelona. Es va reconstruir la porta i una finestra amb vitralls i d'on estava l'escrivania es va fer arrencar l'escala negra cap a la primera planta.

### Escala Negra
Deu el seu nom al marbre negre, material utilitzat a partir del primer tram, i va ser construïda l'any 1929 per Adolf Florensa i Ferrer i el seu equip. D'estil neogòtic per harmonitzar amb el seu entorn, fins al primer tram, quan canvia al neoclàssic de la planta primera. A l'arrencada de l'escala i sostingut per un lleó tallat, es reprodueix en relleu el primer segell que es va utilitzar a l'escrivania: quatre escuts d'armes dels comtes de Barcelona separats per una creu.
El sostre està realitzat amb un cassetonat de fusta imitant l'antic original del Trentenari.
Al mur esquerre es troba un gran mural pintat per Miquel Viladrich (1928), que té per títol Barcelona Cap i Casal de Catalunya, realitzat amb una pintura plana; representa una al·legoria de Catalunya amb personatges tradicionals i amb símbols com la sardana, les illes Medes, la muntanya de Montserrat, així com temes relatius al poema Canigó de Jacint Verdaguer, emmarcats com un tríptic per tres arcs cecs de marbre.
Al final de l'escala, al capdavant, dintre d'una fornícula està col·locada l'escultura de Josep Viladomat La bona acollida (1923).

### Saló de Cròniques
El Saló de Cròniques és un dels espais que més reformes va tenir l'any 1929 quan se'n van variar les dimensions i se'n va elevar el sostre. Tanmateix, el que crida més l'atenció del saló són els murals de pintura que cobreixen les seves quatre parets i el sostre. Es va fer l'encàrrec al pintor Josep Maria Sert, llavors resident a París, cap a on es va traslladar Agustí Duran i Sanpere per a realitzar entre tots dos la proposta de la representació de les pintures: havia de ser sobre la narració de les cròniques de Ramon Muntaner i Bernat Desclot que van fer sobre l'expedició de la Companyia Catalana d'Orient, que havia estat dirigida per Roger de Flor.

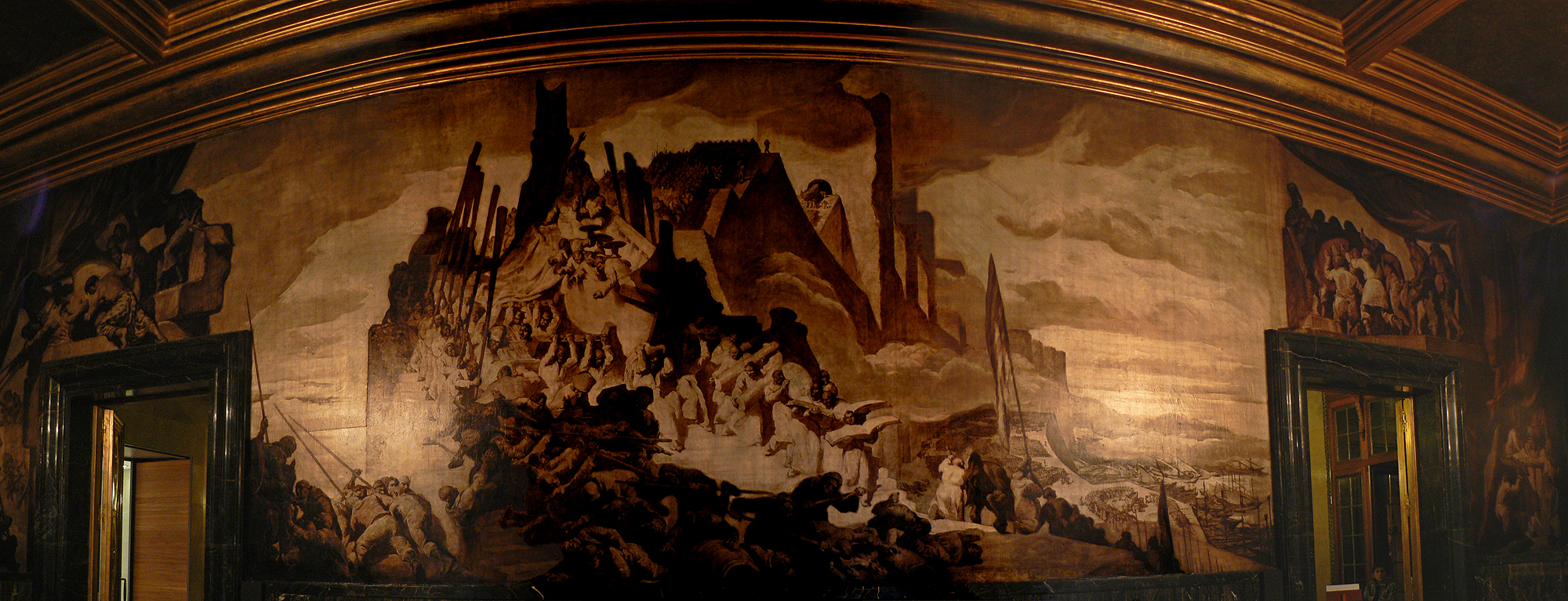
Murals de Sert al Saló de Cròniques

Es van realitzar amb fulles de pa d'or i argent i sobre aquest material la narració en pintura a l'oli de la trobada de Roger de Flor amb l'emperador Andrònic II Paleòleg, el pagament dels grecs amb moneda falsa, la marxa cap al Bòsfor, la defensa de Gal·lípoli, l'assassinat de Roger de Flor, la venjança catalana, la incorporació a la corona aragonesa-catalana dels ducats d'Atenes i Neopatria, els dos cronistes Ramon Muntaner i Bernat Desclot. Al sostre, la pintura amb l'escena de la defensa de la torre d'Adrianòpolis. L'efecte de les pintures es ressalta sobre manera amb el paviment de marbre negre.

### Saló de Plens Carles Pi i Sunyer
El Saló Carles Pi i Sunyer és la cambra que acull els plens municipals, i va ser edificada l'any 1860 en l'emplaçament de l'antic Pati dels Tarongers per l'arquitecte Francesc Daniel Molina i Casamajó. El nom ret homenatge a qui va ser el primer alcalde escollit per sufragi universal (masculí i femení) en les eleccions municipals del 1934, durant la Segona República. Fins a l'any 2017 era conegut com el Saló de la Reina Regent. És un espai de planta semicircular cobert amb una volta decorada amb pintures de l'artista Claudi Lorenzale que representen la Ciència, la Virtut i el Comerç i la Indústria, i la claraboia de vidre de Pere Falqués. Darrere de l'hemicicle, hi ha una galeria que s'obre al saló entre columnes jòniques de marbre vermell amb la base decorada amb motius florals daurats.
Presideix la sala un retrat de la reina regent Maria Cristina amb el seu fill el rei Alfons XIII, i fins al 23 de juliol de 2015, també hi havia un bust del Rei Joan Carles I, que va ser enretirat pel govern municipal d'Ada Colau. El doble retrat reial fou pintat per Francesc Masriera i Manovens l'any 1888, amb motiu de la visita que la Reina regent i Alfons XIII varen fer a Barcelona durant l'Exposició Universal.
En unes fornícules laterals es poden veure les escultures realitzades per Josep Viladomat de «Sant Jordi» i «Santa Eulàlia». L'hemicicle es distribuïx en dos nivells, pels regidors amb cinquanta seients i altre per al públic i premsa que vulgui assistir als plens. El mobiliari va ser renovat el 1891 per l'arquitecte Pere Falqués d'estil alfonsí.
En l'eix de la sala s'obre una porta que la comunica amb el Saló de Cent, enclavat al centre de l'edifici.
- Saló Carles Pi i Sunyer
- Pintures a la cúpula de Claudi Lorenzale representant el Comerç i la Indústria

### Despatx d'Honor de l'Alcalde
El despatx d'Honor de l'Alcalde està orientat cap a la plaça de Sant Jaume. L'antesala i el despatx van ser decorats per Jaume Llongueres i Badia, i tenen els panells pintats per Xavier Nogués l'any 1932, simbolitzant els fets importants esdevinguts a la ciutat durant el segle xix, com l'enderrocament de les muralles el 1854 per engrandir la ciutat, el moviment cultural de la Renaixença catalana de principis dels anys 1830, els cors de Clavé i la industrialització.

### Sala de Carles III
Aquesta sala dona accés a la balconada principal de la façana neoclàssica. La decoració és del pintor Josep Pey i Farriol i data de l'any 1929; al sostre i a les cornises va representar l'època borbònica a Barcelona durant el segle xviii, al voltant de la imatge central de Carles III quan va entrar a la ciutat.

### Sala de Comissions
Coneguda també com a Saló de la Verge del Pilar per haver tingut una imatge de la Verge a l'interior.
Es va encarregar l'any 1929 al pintor Ricard Canals i Llambí la decoració, com va morir prematurament , solament va fer la pintura del sostre, emmarcada dintre d'un gran oval amb fons blau, on va representar la ciutat de Barcelona com una figura femenina amb el lema Terra dabit merces undaque divitas.
Durant la dècada dels anys 1950 es va acabar la decoració amb les pintures de les parets per l'artista Antoni Vila Arrufat.

### Sala de Consolat de Mar

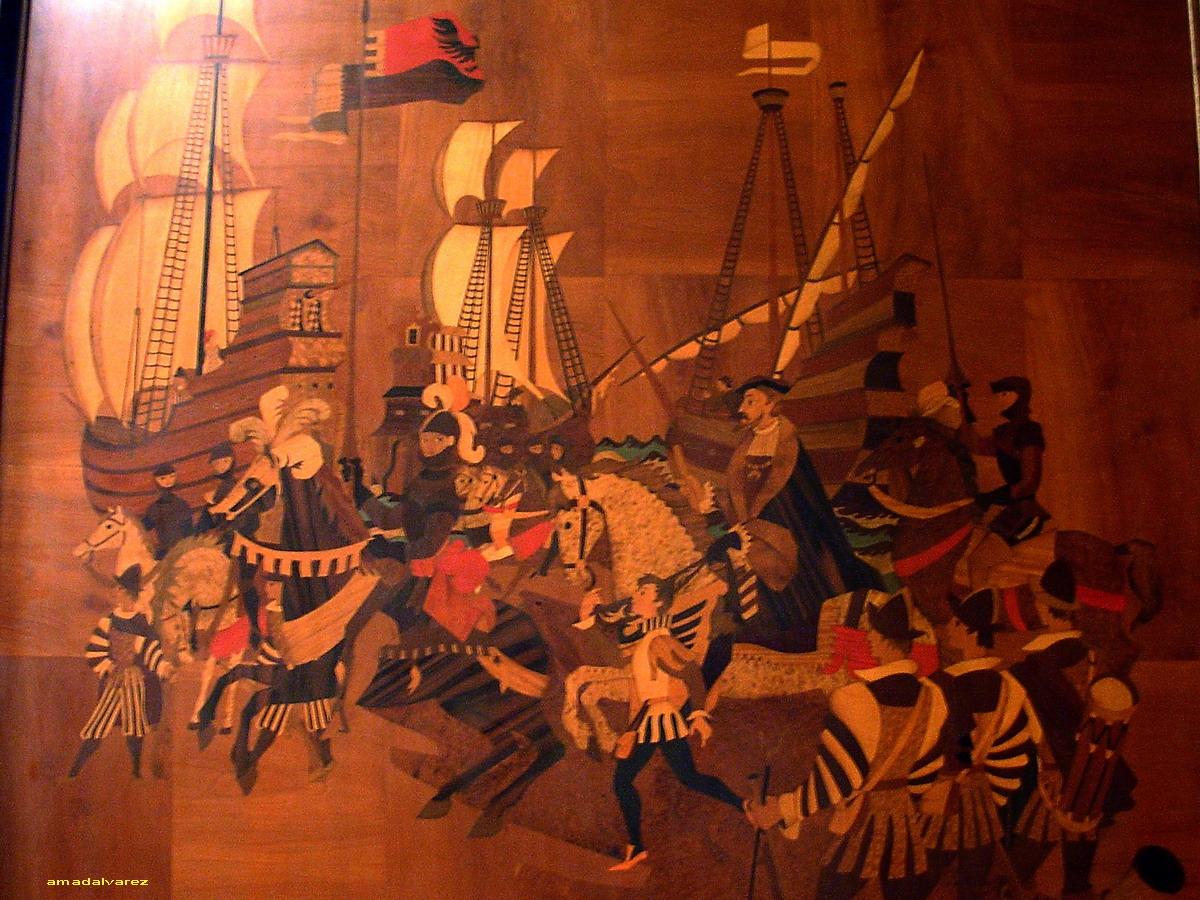
Detall de la marqueteria. Sala Consolat de Mar

La sala també és coneguda com a sala de l'expansió Catalana. És la que allotja les reunions dels regidors. L'any 1958 es va encarregar-ne la decoració a Evarist Móra i Rosselló, que amb grans plafons de fusta va cobrir totes les parets amb marqueteria, que reprodueixen l'expansió catalana dels segles xiii i xiv.

### Sala del Quixot
Està situada al costat del despatx d'Honor de l'alcalde i decorada amb representacions de l'estada, segons la novel·la de Cervantes, del Quixot a Barcelona, realitzades l'any 1958 pel pintor Francesc d'Assís Galí i Fabra.

### Sala del Bon Govern
El pintor Josep Obiols, fou l'autor de la decoració d'aquesta sala l'any 1961, destinada per les reunions dels regidors municipals. Els temes són: el Treball i la Llei, la Fe, la Pulcritud, la Justícia i la Concòrdia, pintats amb un estil molt acadèmic.

### Sala del Treball
Encarregada al pintor Ramon Rogent i Perés l'any 1956, s'hi representen els gremis i oficis que han tingut tanta importància a la història de la ciutat; com que va morir dos anys més tard, l'obra va ser acabada pel seu deixeble Joan Bosco Martí, que la va realitzar seguint fidelment els dibuixos del seu mestre.

### Edifici «Nou»
L'edifici Nou fou projectat el 1929 per Antoni de Falguera i Sivilla, Joaquim Vilaseca i Adolf Florensa, després d'un gran estudi històric que va permetre recuperar alguns espais gairebé desapareguts en anteriors intervencions.

#### Pati central

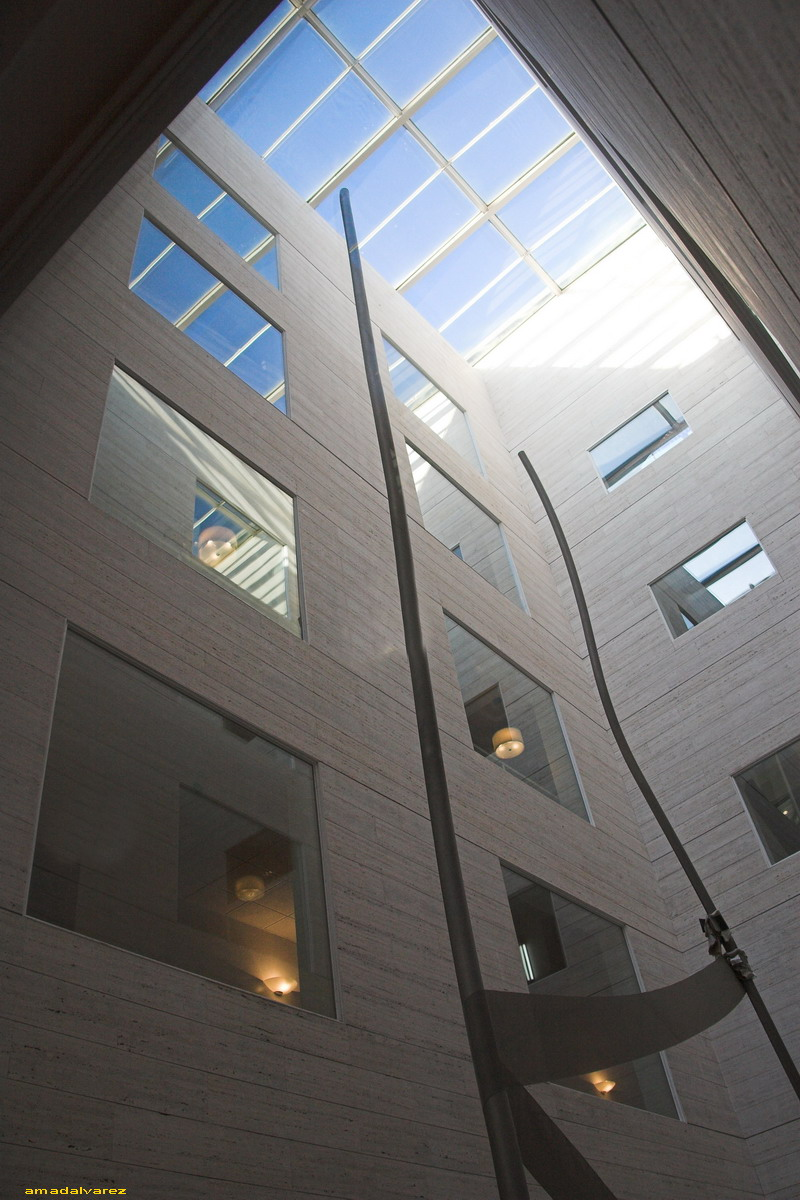
L'obra Preferiria no fer-ho, al pati central.

Una de les intervencions en la remodelació de l'any 1994, va ser l'ampliació del pati central; la funció era, segons Brullet: 
| « | ...il·luminar i endraçar totes les circulacions perimetrals de les oficines. S'ha eliminat la sensació de laberint del vell edifici i s'han practicat sistemàticament obertures en totes les dependències, que han convertit unes oficines fosques i poc confortables en unes oficines diàfanes i domèstiques. | » |

Es va encarregar una escultura per aquest nou espai a l'artista Antoni Llena. L'obra té més de 20 m d'alçada al llarg de les sis plantes de l'edifici, i consta de dos pals com un gran estenedor irregular o esbiaixat amb dues cintes que poden subjectar la memòria de la ciutat i la seva història. Sobre la base d'un dels pals, Llena va posar una cinta metàl·lica on hi ha gravat el lema Preferiria no fer-ho, aquesta frase és inspirada amb un personatge d'Herman Melville, el funcionari Bartleby que exclama: I would prefer not to (preferiria que no), i que mostra, segons l'escultor, algunes de les contradiccions que han guiat la història de la ciutat. Fou instal·lada l'any 2002.

### Edifici «Novíssim»

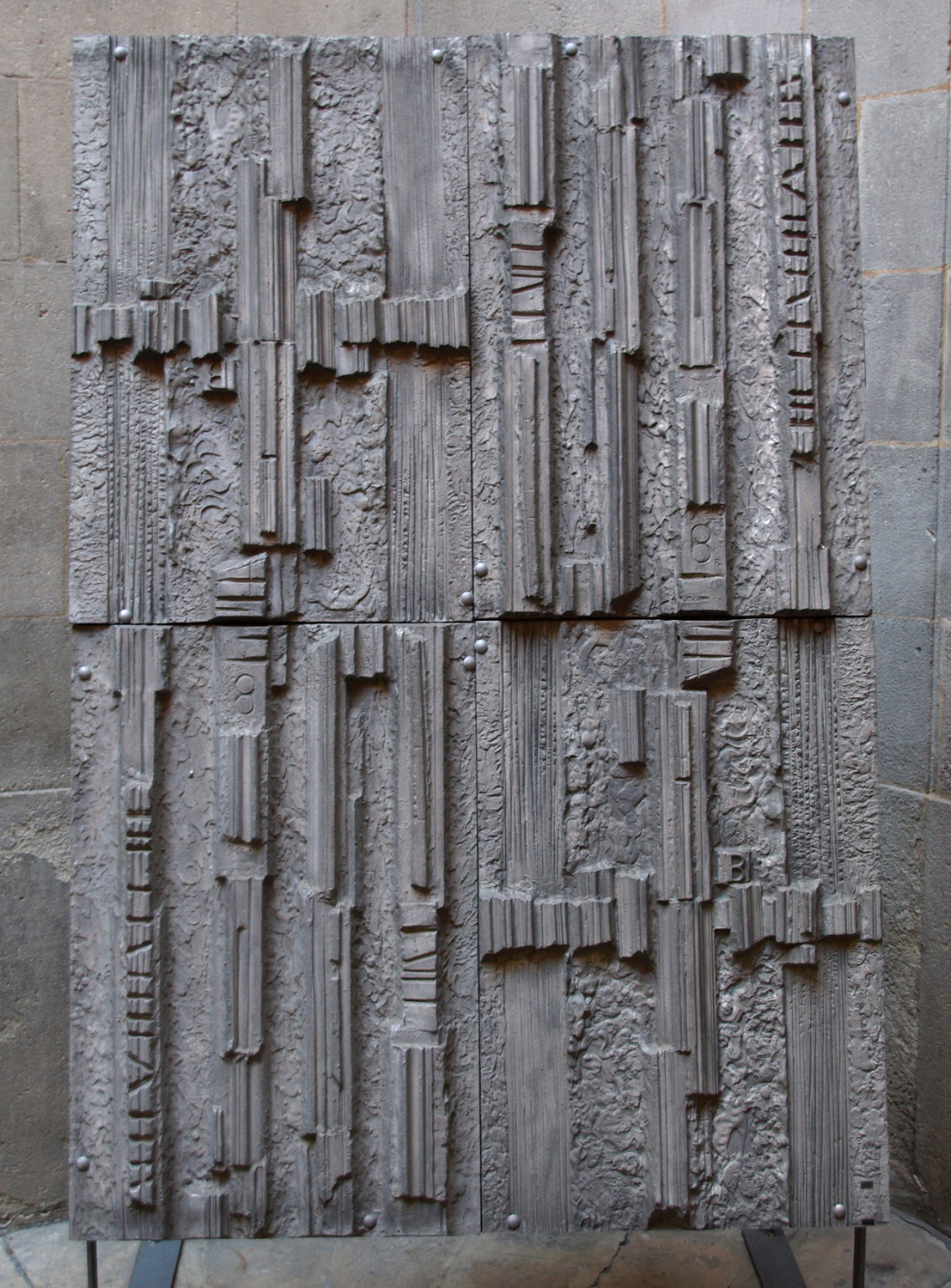
Escut de Barcelona de Subirachs, antigament ubicat a la façana de l'edifici Novíssim

A l'altra banda de la plaça de Sant Miquel s'alça el cos anomenat «Novíssim». És un edifici de 15 plantes projectat el 1958 per Llorenç García-Barbón i Enric Giralt i Ortet, i inaugurat el 1970. La façana és principalment de vidre i està decorada amb panells de pedra amb relleus que representen l'escut de la ciutat d'onze maneres diferents. Emmarcant la planta baixa hi ha un fris de formigó amb relleus. Tant el fris com els panells són de l'escultor Josep Maria Subirachs.
El fris, d'esquerra a dreta, comença amb la teoria aristotèlica de la forma i la matèria. La forma és representada per la geometria de la composició, i la simbologia que comença per l'esquerra amb la imatge de Gal·la Placídia representant la Barcelona romana; les Taules de la Llei: la ciutat semítica; sant Miquel per la plaça que es troba l'edifici; santa Eulàlia símbol de la Barcelona cristiana; al centre del fris el disc solar del temps; i seguit la representació de les zones de la ciutat, l'Eixample, amb els carrers i edificis més representatius; el nucli antic, amb les muralles i el port amb la muntanya de Montjuïc.
L'any 1994, l'arquitecte Manuel Brullet Tenas fou l'encarregat de realitzar noves reformes de millora a la connexió entre els tres edificis i l'enderrocament de les quatre últimes plantes del Novíssim per a obtenir una millor harmonia entre ells i l'entorn on estan situats.

#### Sala Lluís Companys
Decorada per Eulàlia Serna, aquesta sala va ser inaugurada el 1990 amb l'objectiu d'albergar conferències de premsa i comissions del govern, essent l'última gran reforma de l'edifici Novíssim. Està dividida en tres sales més petites, la Sala de l'Alcalde, la Sala de Premsa amb forma d'hemicicle, destacant el gran llum amb forma d'oval i l'escut de l'ajuntament i la petita Sala de Reunions, on es troba l'obra Taula de l'artista Josep Guinovart de l'any 1993, representant el mar, la terra, l'aigua i la tradició, segons una explicació del mateix artista:
| « | ... l'origen d'aquesta obra està situada a Menorca, la taula, monument megalític prehistòric propi del Mediterrani. És un intent pictòric d'espai i forma, horitzontal de pedra i de mar, amb el suport vertical de terra i pedra al infinit... | » |

#### Mirador de Maria Aurèlia Capmany
Dissenyat per l'arquitecte Manuel Brullet, dedicat a la que fou regidora de Cultura Maria Aurèlia Capmany, està situat a l'últim pis de l'edifici Novíssim, després d'haver eliminat les quatre plantes superiors, convertint-lo en un saló mirador amb una situació privilegiada, oferint diferents vistes panoràmiques de la ciutat, va ser realitzat l'any 2004 amb una barana de vidre que envolta tot el mirador, el sostre i el paviment estan construïts amb fusta.

## Resum de l'evolució arquitectònica

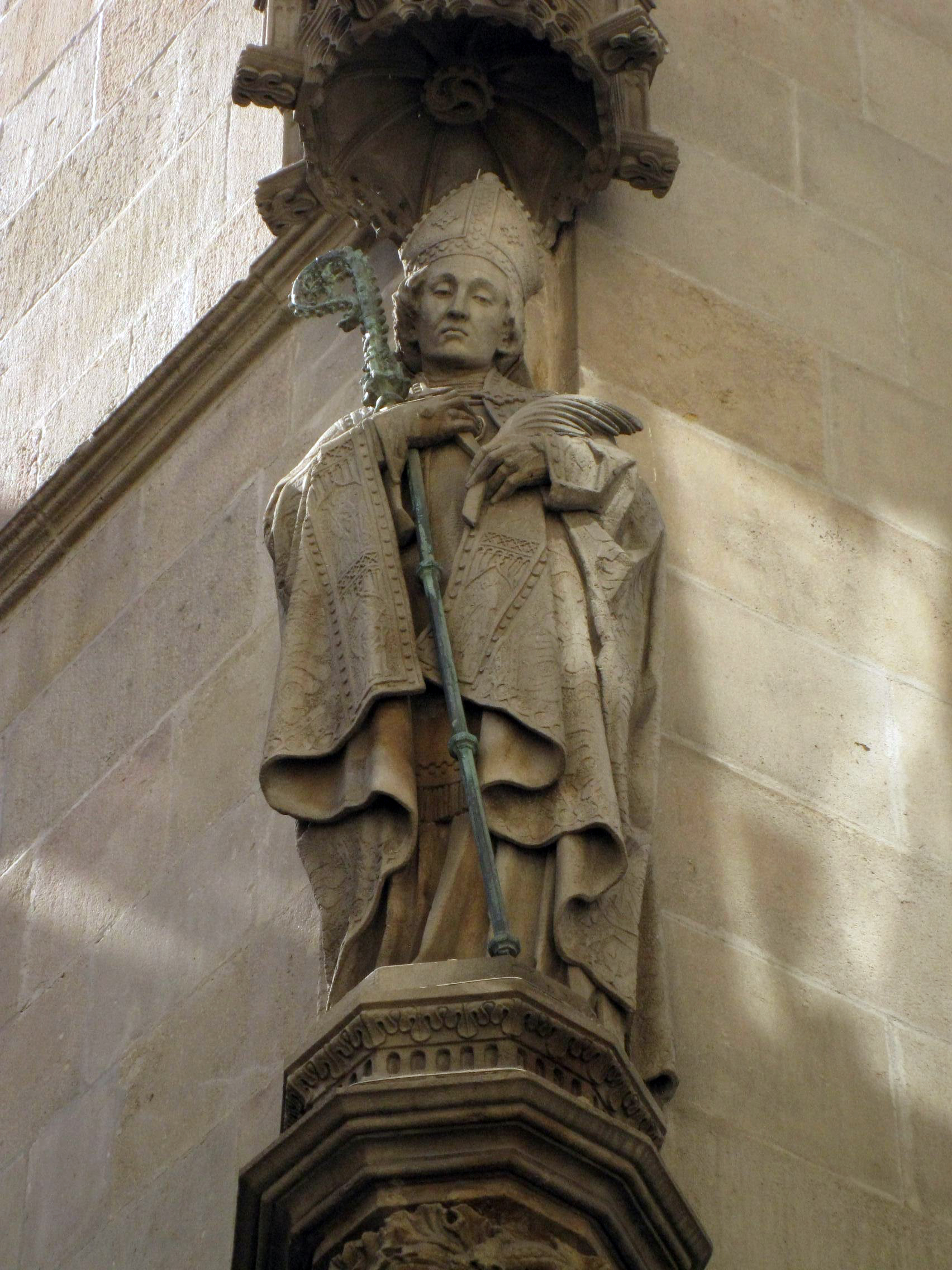
Sant Sever, a la façana gòtica, refet al per Joan Flotats i Llucià

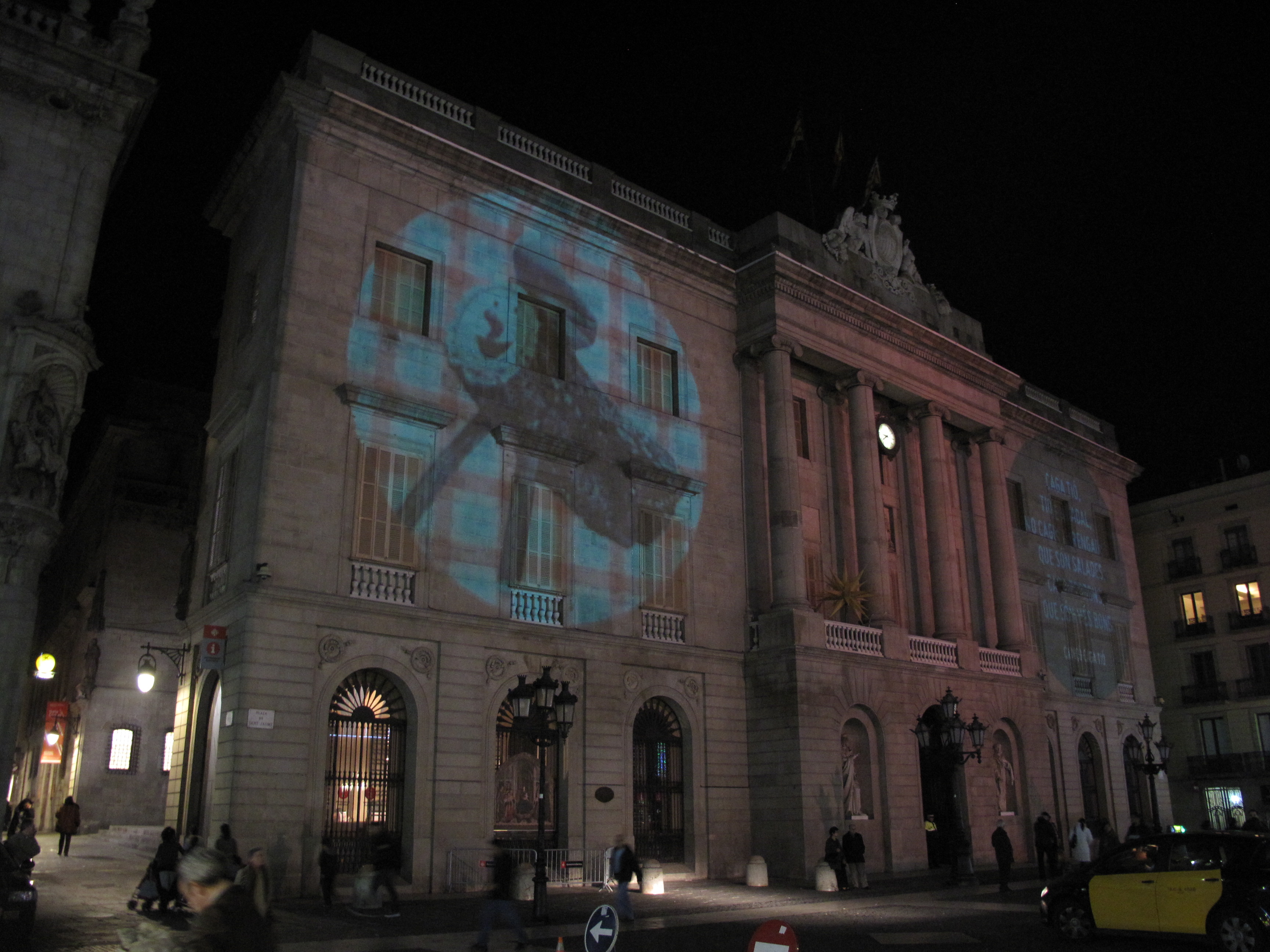
Façana neoclàssica, amb projeccions durant les festes de Nadal

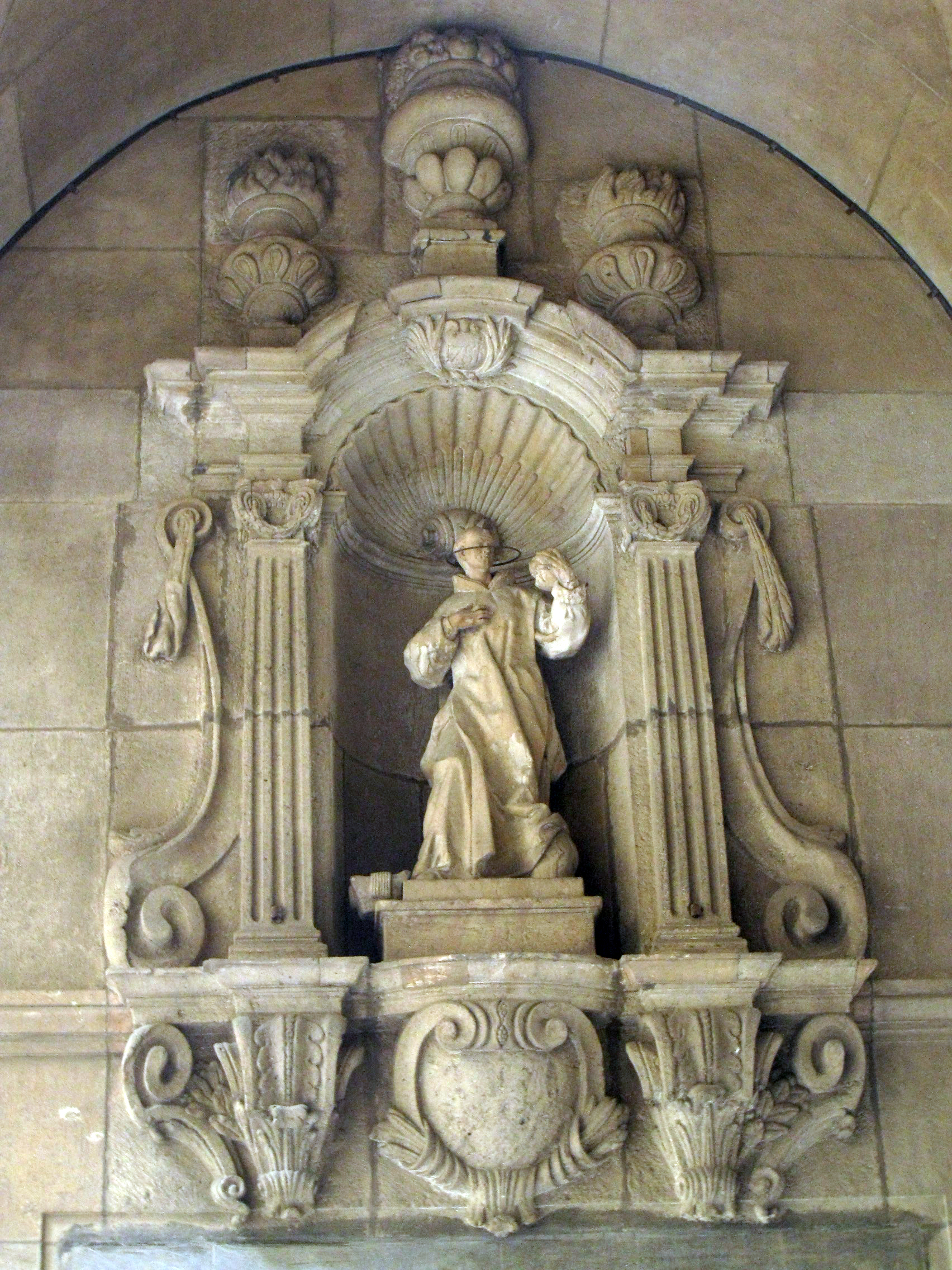
Antiga font de Sant Miquel, adossada a l'edifici Nou

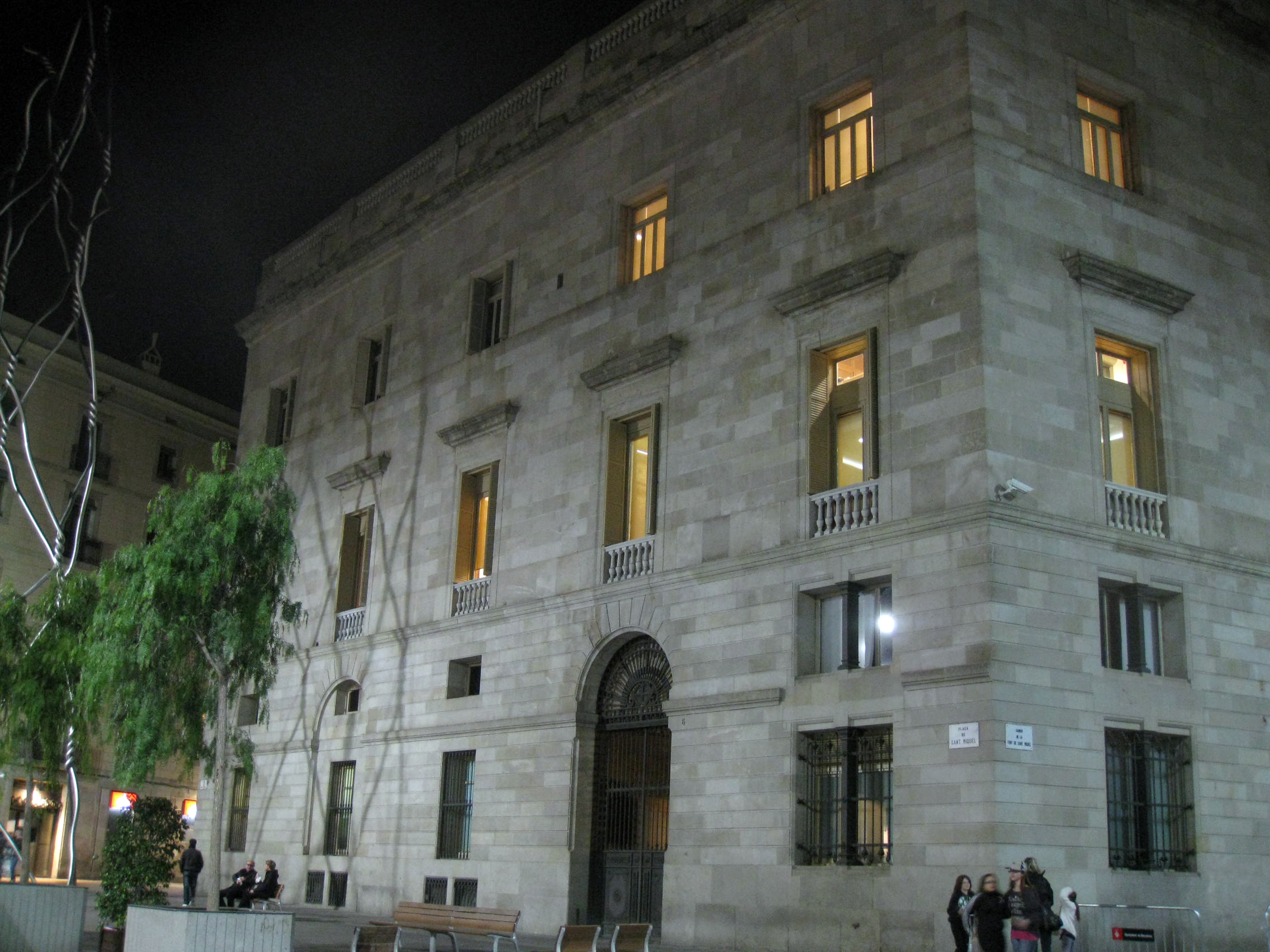
Façana de la plaça de Sant Miquel

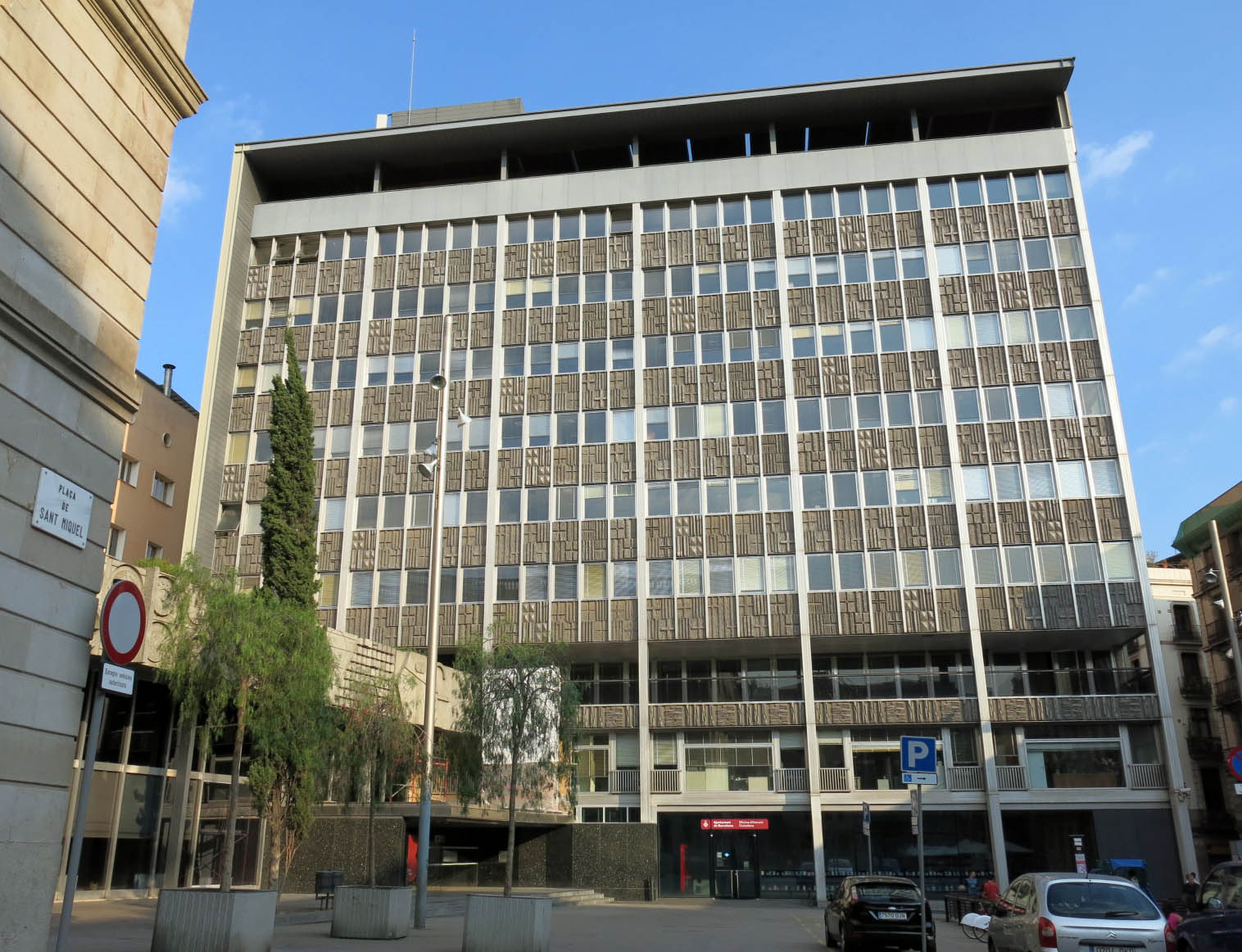
Edifici Novíssim vist des de la plaça de Sant Miquel

| Data      | Intervenció                                                                  | Autor                                                                                       |
| --------- | ---------------------------------------------------------------------------- | ------------------------------------------------------------------------------------------- |
| 1369-1373 | Saló de Cent, escrivania i Trentenari                                        | Pere Llobet                                                                                 |
| 1399-1402 | Façana gòtica del carrer Ciutat                                              | Arnau Bargués                                                                               |
| 1550      | Imatges Sant Sever i Santa Eulàlia en façana gòtica                          | Les originals són anònimes. En 1876, Joan Flotats i Llucià va refer la imatge de Sant Sever |
| 1559      | Ampliació renaixentista del Trentenari.                                      | (?)                                                                                         |
| 1577-1580 | Porta principal Saló de Cent (antiga porta Trentenari) i galeria gòtica pati | (?)                                                                                         |
| 1647-1648 | Porta lateral Saló de Cent                                                   | Jaume Granger                                                                               |
| 1831-1847 | Façana principal plaça Sant Jaume                                            | Josep Mas i Vila                                                                            |
| 1842      | Destrucció parcial del Saló de Cent pel bombardeig des de Montjuïc           | Baldomero Espartero                                                                         |
| 1853-1855 | Escut-coronament façana Sant Jaume                                           | Francesc Daniel Molina i Casamajó                                                           |
| 1848-1860 | Ampliació dos últims trams Saló de Cent                                      | Francesc Daniel Molina i Casamajó                                                           |
| 1860      | Saló de la Reina Regent                                                      | Francesc Daniel Molina i Casamajó                                                           |
| 1868      | Vitralls i rosasses Saló de Cent                                             | Miquel Garriga i Roca                                                                       |
| 1887-1888 | Vitralls a la galeria gòtica i reforma parcial del Saló de Cent              | Lluís Domènech i Montaner                                                                   |
| 1890-1894 | Escala d'Honor                                                               | Pere Falqués i Urpí                                                                         |
| 1913      | Projecte de reforma del Saló de Cent. Executat en 1924.                      | Enric Monserdà i Vidal                                                                      |
| 1926      | Escala marbre negre i trasllat porta Saló de Cent                            | Antoni de Falguera i Sivilla                                                                |
| 1928      | Edifici Nou                                                                  | Antoni de Falguera i Sivilla                                                                |
| 1929      | Modificació Escala d'Honor                                                   | Adolf Florensa i Ferrer Joaquim Vilaseca i Rivera                                           |
| 1929-1930 | Saló de Cròniques                                                            | Adolf Florensa i Ferrer Josep Maria Sert                                                    |
| 1962-1969 | Edifici «Novíssim»                                                           | Llorenç García-Barbón Enric Giralt i Ortet                                                  |
| 1982      | Sala Quatre Estacions. Actualment dedicada a la informació turística.        | Pere Casajoana i Salvi                                                                      |
| 1990      | Sala de Lluís Companys                                                       | Eulàlia Serna                                                                               |
| 1994      | Pati interior edifici Nou                                                    | Manuel Brullet Tenas                                                                        |
| 2000-2001 | Enderroc parcial edifici «Novíssim»                                          | Manuel Brullet Tenas                                                                        |